# 2012 în știință
Anul 2012 a fost marcat de numeroase evenimente și descoperiri științifice importante, printre care prima întâlnire orbitală a unei nave spațiale comerciale, descoperirea unei particule foarte asemănătoare cu bosonul Higgs, mult timp căutat, și aproape eradicarea bolii viermelui de Guineea.  În 2012 au avut loc în total 72 de zboruri spațiale orbitale reușite, iar anul a fost marcat, de asemenea, de numeroase evoluții în domenii precum robotica, imprimarea 3D, cercetarea celulelor stem și genetica.
Anul 2012 a fost declarat de Organizația Națiunilor Unite drept Anul internațional al energiei durabile pentru toți. 2012 a marcat, de asemenea, Anul Alan Turing, o celebrare a vieții și operei matematicianului, logicianului, criptanalistului și informaticianului englez Alan Turing.

## Evenimente

### Ianuarie

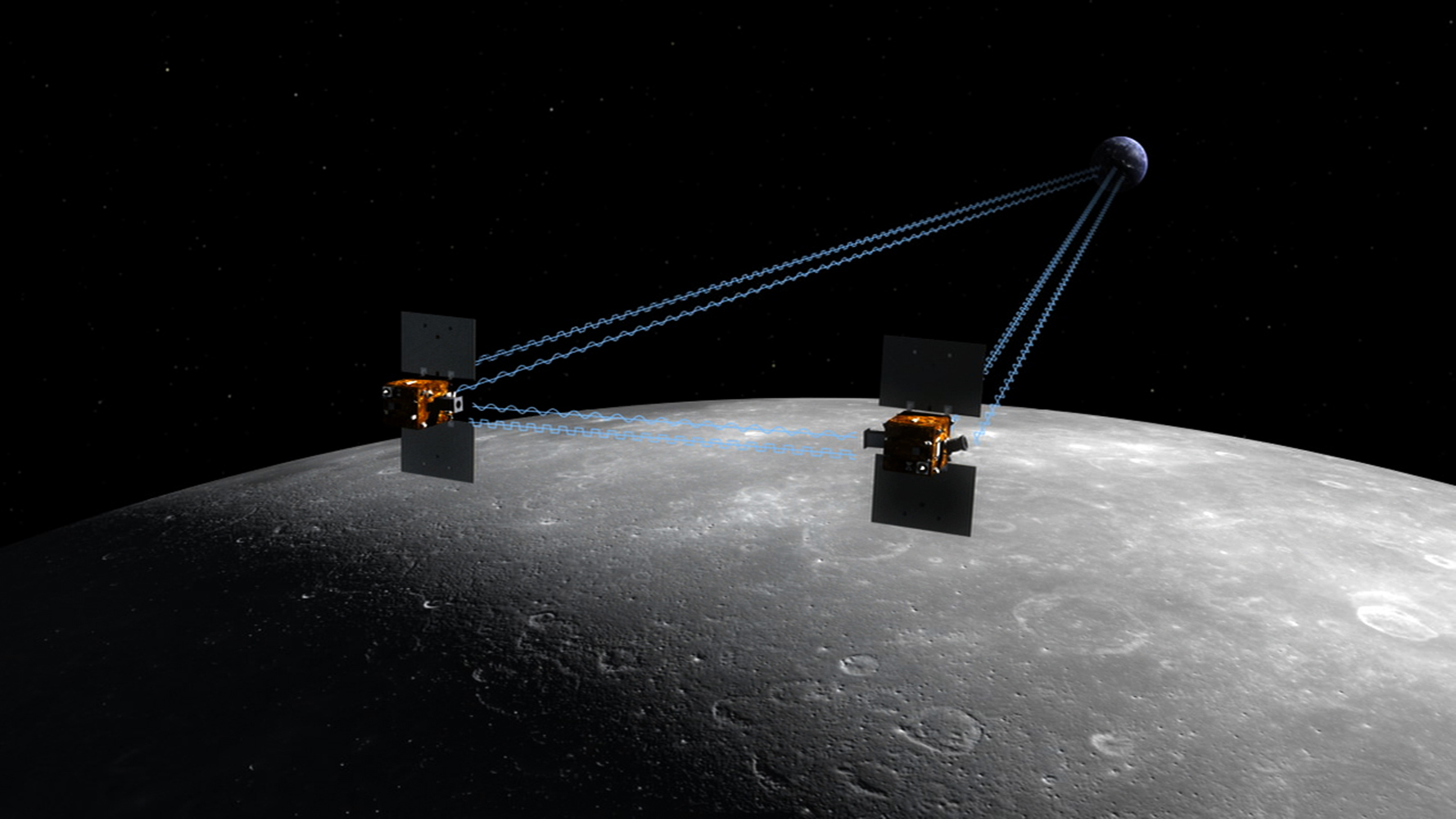
1 ianuarie: Cei doi sateliți gemeni GRAIL ai NASA încep să studieze câmpul gravitațional al Lunii.

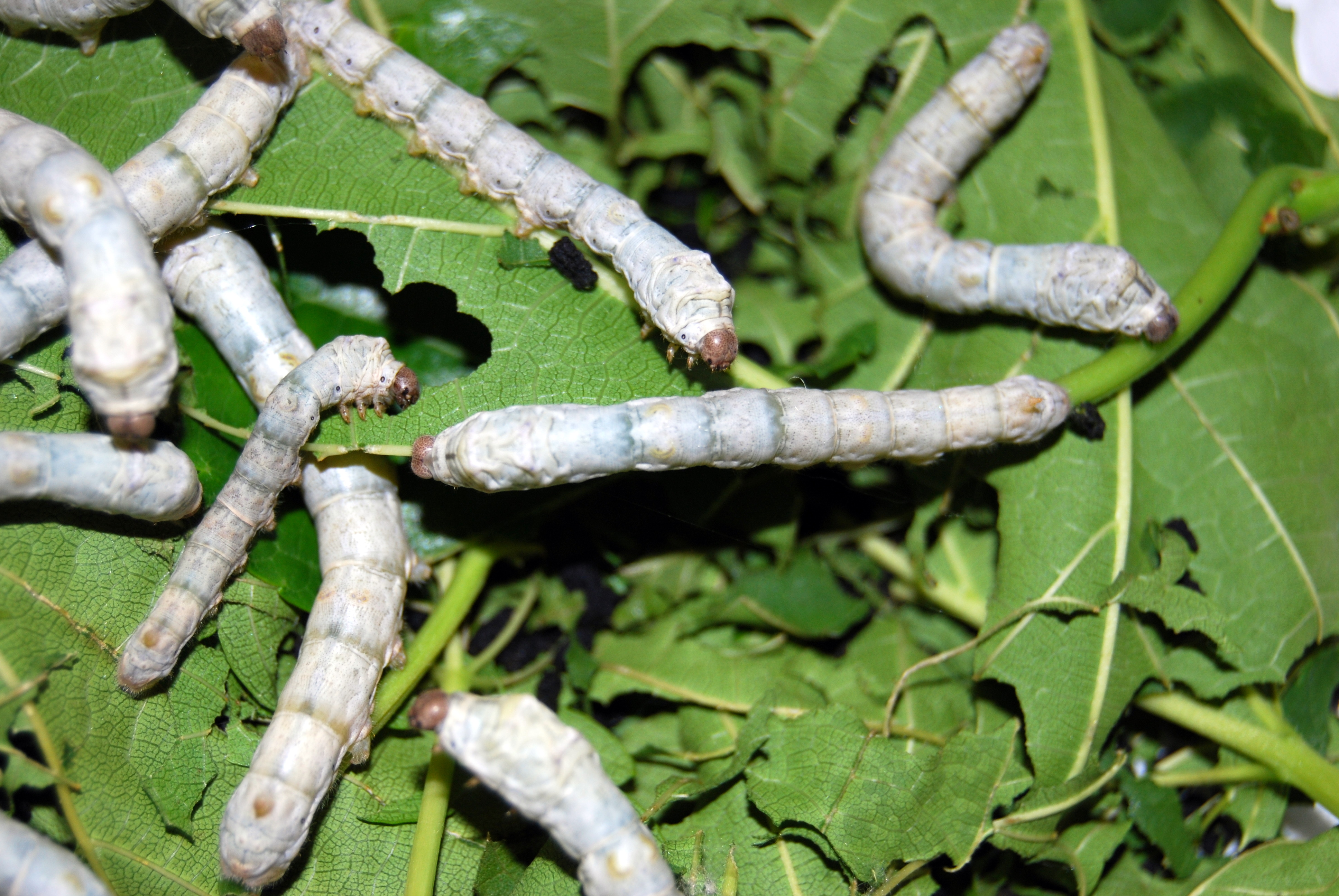
4 ianuarie: Oamenii de știință creează viermi de mătase modificați genetic, capabili să producă cantități mari de mătase de păianjen rezistentă ca oțelul.

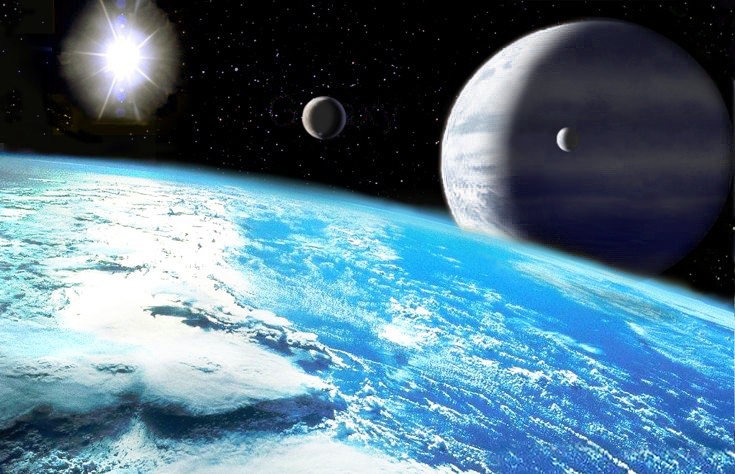
11 ianuarie: Astronomii raportează că aproape fiecare stea din galaxia Calea Lactee ar putea găzdui exoplanete.

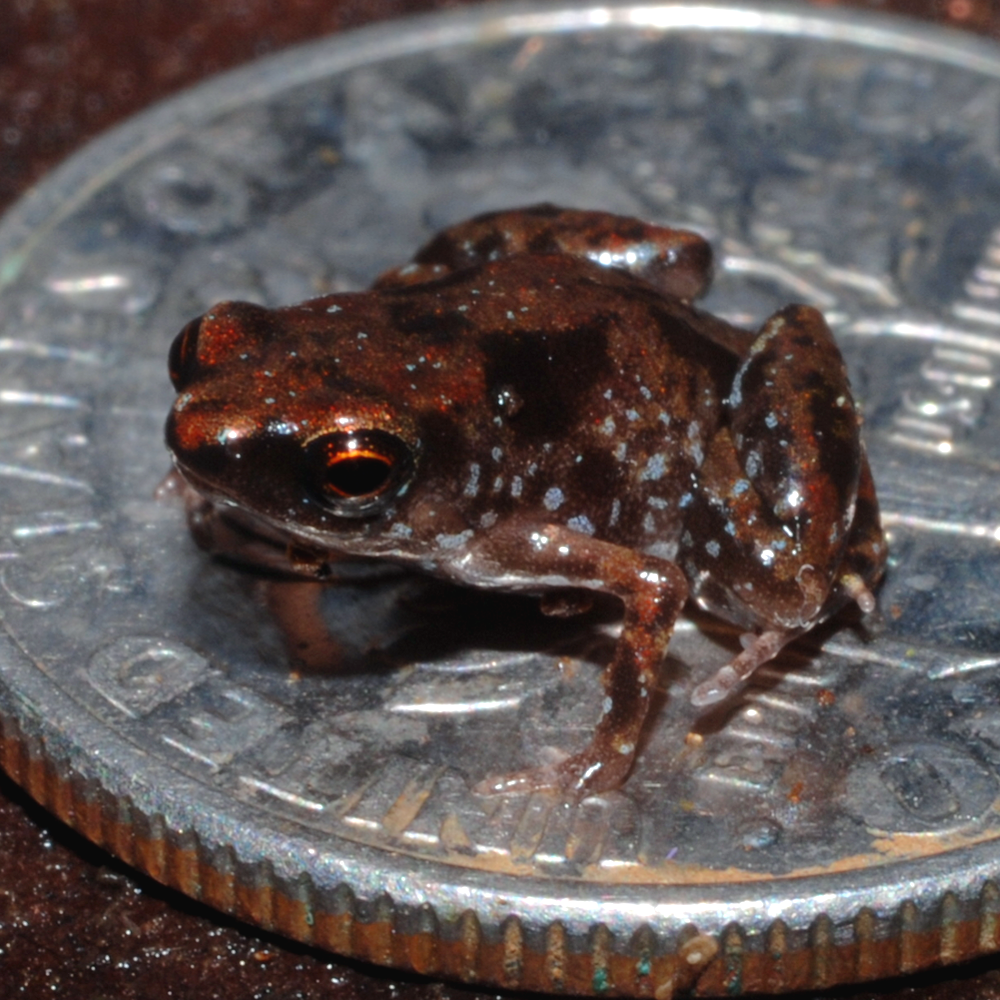
12 ianuarie: Este descrisă în mod oficial cea mai mică vertebrată cunoscută din lume, Paedophryne amauensis

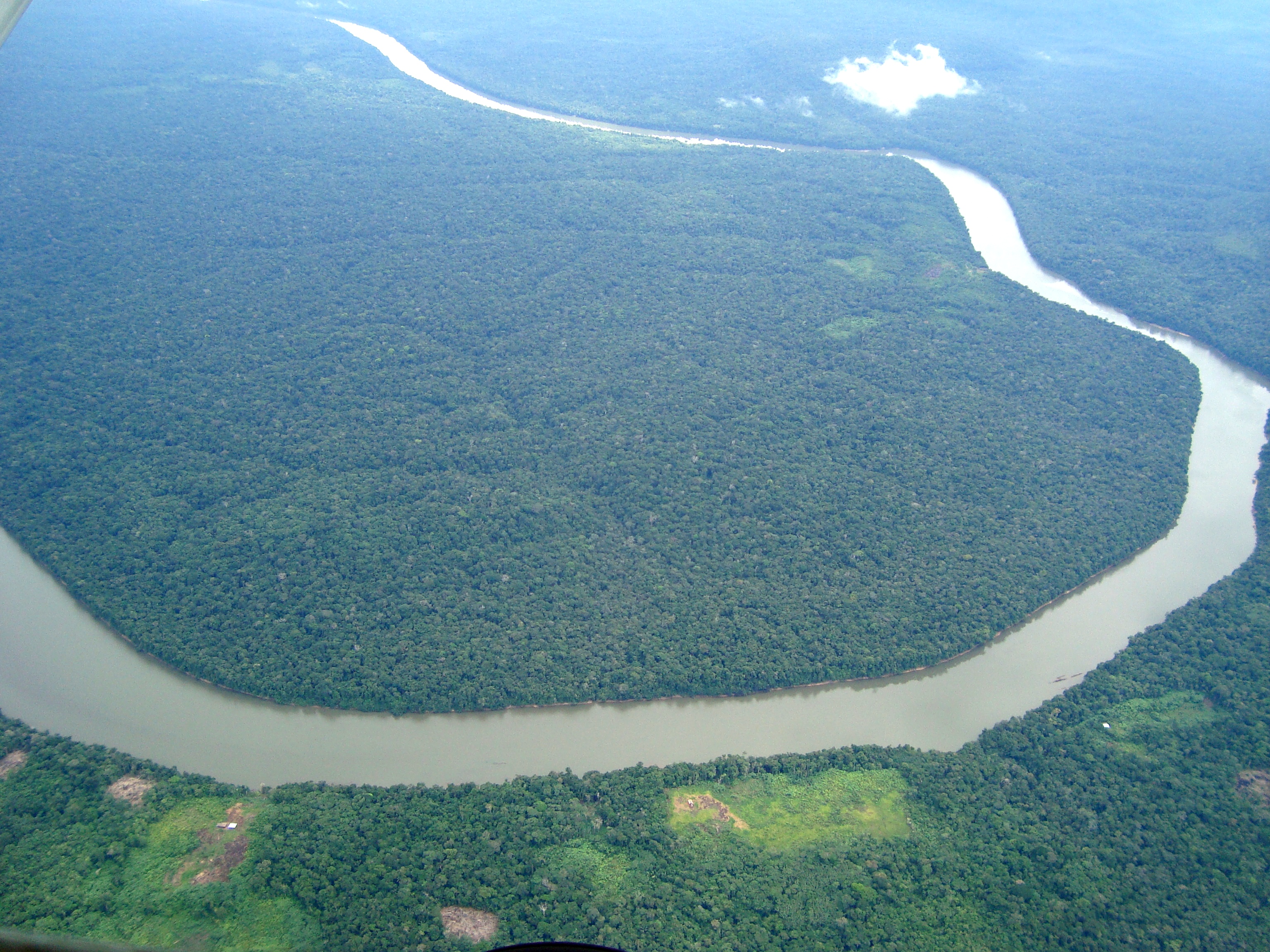
27 ianuarie: Este publicată cea mai detaliată imagine 3D a pădurii amazoniene realizată până în prezent.

- 1 ianuarie – Satelitul GRAIL-B al NASA intră cu succes pe orbita lunară, alăturându-se astfel navei spațiale gemene GRAIL-A. Cei doi sateliți vor studia câmpul gravitațional al Lunii, generând o hartă detaliată a fluctuațiilor sale pentru a ajuta oamenii de știință să înțeleagă modul în care s-a format Luna.[3]
- 2 ianuarie – Un nou studiu arată că stimularea cerebrală profundă (DBS) este o intervenție sigură și eficientă pentru depresia rezistentă la tratament la pacienții cu tulburare depresivă majoră unipolară (MDD) sau cu tulburare bipolară ll (BP).[4]
- 4 ianuarie
  - Oamenii de știință americani raportează că o specie de muscă parazită care obligă albinele de miere să își abandoneze stupii ar putea fi responsabilă pentru dispariția globală a albinelor, care a decimat stupii din întreaga lume. Albinele de miere sunt polenizatori esențiali, iar populația lor în scădere rapidă poate avea efecte grave asupra agriculturii umane.[5]
  - Oamenii de știință de la Universitatea din Wyoming dezvoltă viermi de mătase modificați genetic capabili să producă cantități mari de mătase de păianjen, care are o rezistență la tracțiune mai mare decât oțelul. Dacă ar fi disponibilă în cantități mari, mătasea ar putea fi folosită pentru a produce suturi medicale de mare rezistență și forme ușoare de armură corporală.[6]
  - Oamenii de știință de la Universitatea Cornell folosesc o lentilă specializată pentru a ascunde în întregime un obiect de vedere timp de 40 de trilionimi de secundă prin modificarea vitezei luminii.[7]
- 5 ianuarie– O echipă de cercetători americani, francezi și italieni demonstrează tranzistoare funcționale realizate din fibre de bumbac, dopate cu nanoparticule de aur și cu un polimer conductiv. Invenția ar putea permite crearea unei serii de dispozitive electronice-țesături, inclusiv îmbrăcăminte capabilă să măsoare poluanții, tricouri care afișează informații dinamice și covoare care simt câte persoane trec pe ele.[8]
- 6 ianuarie
  - Capacitatea de funcționare a creierului uman poate începe să se deterioreze încă de la vârsta de 45 de ani, potrivit unui studiu publicat în British Medical Journal.[9]
  - Oamenii de știință resping o afirmație a Greenpeace potrivit căreia porumbul modificat genetic a provocat un nou dăunător de insecte.[10]
- 9 ianuarie
  - Emisiile umane de dioxid de carbon vor amâna următoarea eră glaciară, potrivit unui nou studiu.[11]
  - Cercetătorii din California dezvoltă un plastic ieftin capabil să elimine cantități mari de dioxid de carbon  (CO2) din aer. Noul material ar putea permite dezvoltarea unor "copaci artificiali" care să reducă concentrațiile atmosferice de CO2, în încercarea de a diminua efectele schimbărilor climatice.[12]
- 11 ianuarie
  - O echipă internațională de astronomi raportează că fiecare stea din galaxia Calea Lactee ar putea găzdui „în medie... cel puțin 1,6 planete”, ceea ce sugerează că numai în galaxia noastră ar putea exista peste 160 de miliarde de planete legate de stele. Echipa a folosit microlentilarea gravitațională pentru a descoperi efectele gravitaționale ale planetelor care orbitează în jurul stelelor îndepărtate.[13][14][15]
  - Astronomii americani descoperă trei exoplanete stâncoase mai mici decât Pământul, cele mai mici lumi de acest fel descoperite până acum, care orbitează în jurul unei stele pitice roșii aflate la 130 de ani-lumină de Pământ..[16]
  - Cercetătorii raportează descoperirea unui hormon natural care are un efect similar cu cel al exercițiilor fizice asupra țesutului muscular – arderea caloriilor, îmbunătățirea procesării insulinei și, probabil, creșterea rezistenței.[17][18]
- 12 ianuarie
  - Oamenii de știință descriu în mod oficial cea mai mică specie de vertebrate cunoscută din lume, Paedophryne amauensis – o broască ce măsoară doar 7 milimetri în lungime. Specia a fost descoperită pentru prima dată în Papua Noua Guinee în 2009.[19][20]
  - Un cercetător de la Universitatea din Connecticut care a studiat beneficiile pentru sănătate ale resveratrolului, un compus care se găsește în vinul roșu, a fost descoperit că a falsificat datele în numeroase ocazii.[21]
- 18 ianuarie – Astronomii anunță descoperirea celei mai îndepărtate galaxii pitice descoperite până acum, aflată la aproximativ 10 miliarde de ani-lumină distanță.[22][23]
- 19 ianuarie – Datele NASA arată că, în 2011, temperaturile din Arctica au depășit recordul stabilit în 2010 – stabilind astfel un nou record.[24]
- 22 ianuarie
  - Cercetătorii americani raportează că nanoparticulele pot fi proiectate cu succes pentru a imita o parte din sistemul imunitar al organismului, îmbunătățind răspunsul acestuia la vaccinuri.[25][26]
  - O echipă internațională de oameni de știință concluzionează că emisiile antropice de CO2 din ultimii 100-200 de ani au crescut deja aciditatea oceanelor cu mult peste limitele variațiilor naturale.[27][28]
- 23 ianuarie – Oamenii de știință sud-coreeni dezvoltă ecrane tactile care pot recunoaște existența și concentrația moleculelor de ADN plasate pe ele. Invenția ar putea permite dezvoltarea de smartphone-uri cu capacitatea de a diagnostica afecțiunile medicale ale utilizatorilor.[29][30]
- 24 ianuarie
  - Pământul este lovit de cea mai mare furtună solară din 2005 încoace, creând aurore uriașe și putând interfera cu comunicațiile prin satelit din întreaga lume.[31]
  - În Africa de Sud a fost descoperit un cuib de ouă de dinozaur cu 100 de milioane de ani mai vechi decât cel mai vechi sit anterior. Fosilele aparțin speciei de prosauropode Massospondylus, o rudă a sauropodelor cu gât lung.[32][33]
- 27 ianuarie 
  - Cu ajutorul unui sistem LIDAR aeropurtat, oamenii de știință produc cea mai detaliată imagine 3D a pădurii amazoniene înregistrată până acum, permițând măsurarea exactă a ecosistemului pădurii și a ratei de despădurire.[34]
  - 2012 BX34, un asteroid cu diametrul cuprins între 8 și 11 metri, trece la mai puțin de 60.000 de kilometri de Pământ, realizând unul dintre cele mai apropiate survoluri de asteroizi înregistrate până acum.[35][36]
- 30 ianuarie 
  - Un studiu al NASA raportează că schimbările în activitatea solară nu pot fi responsabile de actuala perioadă de încălzire globală. Iradianța solară totală a soarelui a scăzut în ultimii ani la cele mai scăzute niveluri înregistrate în epoca sateliților.[37][38]
  - Conform studiilor genetice, oamenii moderni par să se fi împerecheat cu "cel puțin două grupuri" de oameni antici:Neanderthalienii și Denisovanii.[39][40][
- 31 ianuarie   Oamenii de știință americani demonstrează cu succes o metodă de decodare a gândurilor prin studierea activității din girusul temporal superior al creierului uman, implicat în procesarea lingvistică. Folosind această metodă, un dispozitiv care să citească și să transmită gândurile pacienților cu leziuni cerebrale ar putea deveni realitate în viitor.[41][42][43]

### Februarie

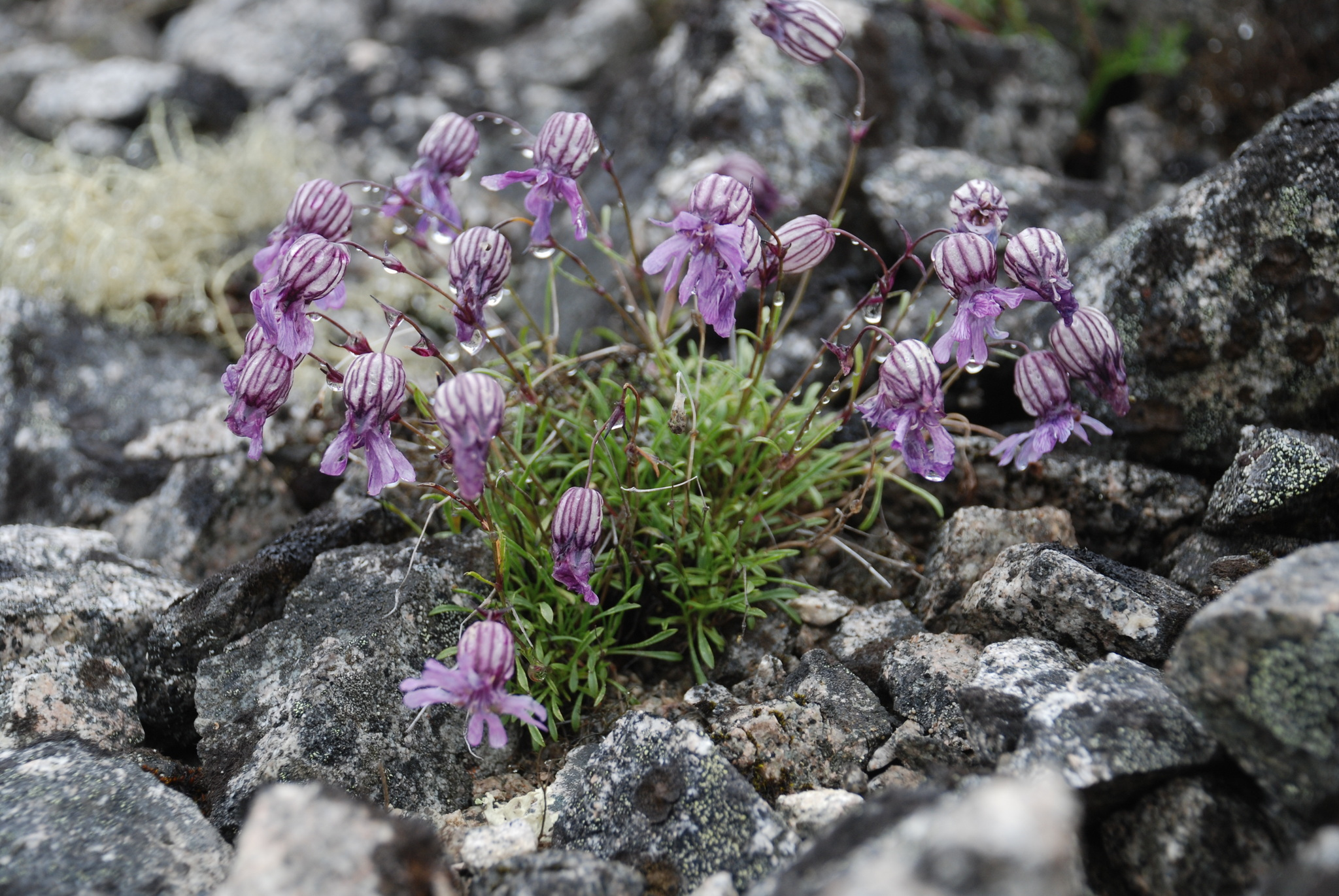
20 februarie: Oamenii de știință au raportat regenerarea Silene stenophylla din rămășițe vechi de 32.000 de ani. Acest lucru depășește recordul anterior de 2.000 de ani pentru cel mai vechi material folosit pentru regenerarea unei plante

- 4 februarie – Medicii olandezi au reușit să monteze cu succes la o femeie în vârstă de 83 de ani un maxilar artificial realizat cu ajutorul unei imprimante 3D. Această operație, prima de acest fel, ar putea anunța o nouă eră a transplanturilor artificiale precise și adaptate la nevoile pacientului.[44]
- 6 februarie – După aproape 20 de ani de foraje intermitente, oamenii de știință ruși ar fi reușit să pătrundă la suprafața lacului subteran Vostok, îngropat la 4 km sub gheața Antarcticii. Lacul, care nu a mai fost descoperit de peste 15 milioane de ani, ar putea găzdui un ecosistem preistoric unic.[45][46]
- 7 februarie – Întregul genom al unei specii dispărute de om – homininul Denisova, vechi de 40.000 de ani – a fost decodificat dintr-o fosilă.[47]
- 8 februarie – Datele NASA arată că, între 2003 și 2010, pierderile totale de gheață terestră din Groenlanda, Antarctica, ghețarii și calotele de gheață ale Pământului au totalizat aproximativ 4,3 trilioane de tone, ceea ce a dus la creșterea nivelului global al mării cu aproximativ 13 milimetri. O astfel de cantitate de gheață ar fi suficientă pentru a acoperi întreaga suprafață a Statelor Unite până la o adâncime de 0,46 metri.[48]
- 13 februarie 
  - Un nou raport al ONU avertizează că 24% din suprafața globală a terenurilor a scăzut în productivitate în ultimii 25 de ani din cauza utilizării nesustenabile a terenurilor, iar ratele de eroziune a solului sunt de aproximativ 100 de ori mai mari decât poate reface natura.[49][50]
  - Agenția Spațială Europeană efectuează cu succes lansarea inaugurală a noii sale rachete Vega, transportând pe orbită mai mulți sateliți, inclusiv primii sateliți pentru România, Polonia și Ungaria.[51]
- 14 februarie – În cadrul unui studiu revoluționar pe oameni de știință americani, cercetătorii americani au raportat că țesutul cardiac deteriorat la pacienții care au suferit un atac de cord poate fi reparat cu ajutorul unor infuzii de celule stem ale pacientului. Tratamentul a redus la jumătate cantitatea de țesut cicatricial existent în decurs de un an.[52][53]
- 20 februarie – Oamenii de știință au raportat regenerarea Silene stenophylla din rămășițe vechi de 32.000 de ani. Acest lucru depășește recordul anterior de 2.000 de ani pentru cel mai vechi material folosit pentru regenerarea unei plante.[54][55]
- 22 februarie
  - Inginerii de la Universitatea Stanford dezvăluie un dispozitiv medical autopropulsat, alimentat fără fir, care se poate deplasa prin fluxul sanguin pentru a administra medicamente, a efectua diagnostice sau microchirurgie.[56][57]
  - Cercetătorii arată că sirtuina, o clasă de proteine, este direct legată de longevitatea la mamifere.[58][59]
- 24 februarie – Cercetătorii britanici și italieni prezintă o imprimantă 3D gigantică capabilă să construiască o casă în mărime naturală într-o singură sesiune de 24 de ore. Mașina, care folosește nisip și un liant chimic ca material de lucru, imprimă structuri de la zero, inclusiv scări, pereți despărțitori și chiar cavități pentru conducte.[60]
- 27 februarie – Au fost descoperite rămășițele a două noi specii de pinguini preistorici – Kairuku grebneffi și Kairuku waitaki. Având o înălțime de aproape 1,5 m, Kairuku grebneffi este cel mai mare pinguin descoperit vreodată.[61][62]
- 28 februarie – Cercetătorii estimează că forța de mușcătură a Tyrannosaurus rex ar putea depăși 57.000 de newtoni, de peste trei ori mai mare decât cea a marelui rechin alb.[63][64]

### Martie
- 2 martie

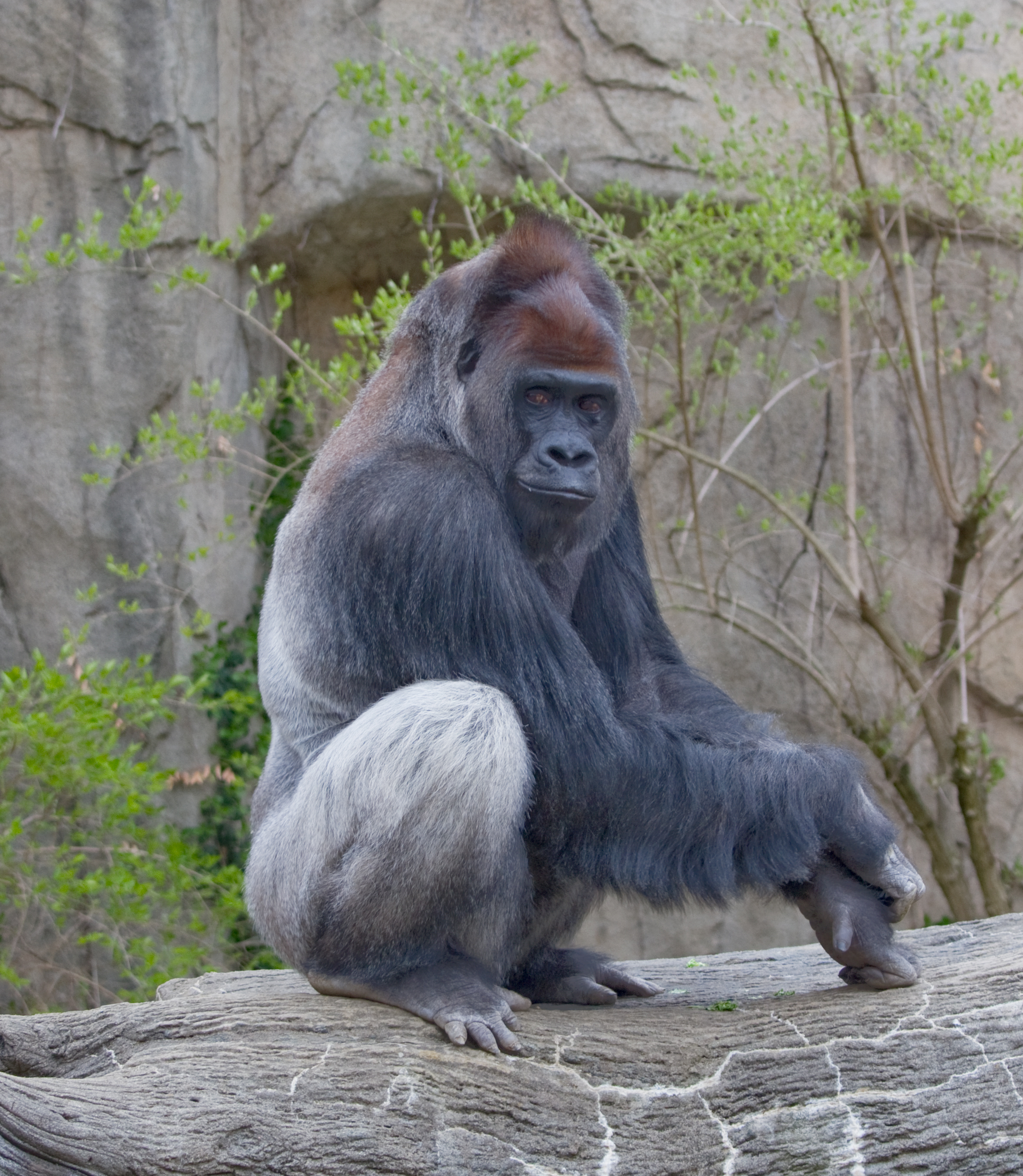
7 martie: Oamenii de știință reușesc să decodifice cu succes genomul gorilei, ultimul dintre genurile de maimuțe antropoide care a fost secvențiat.

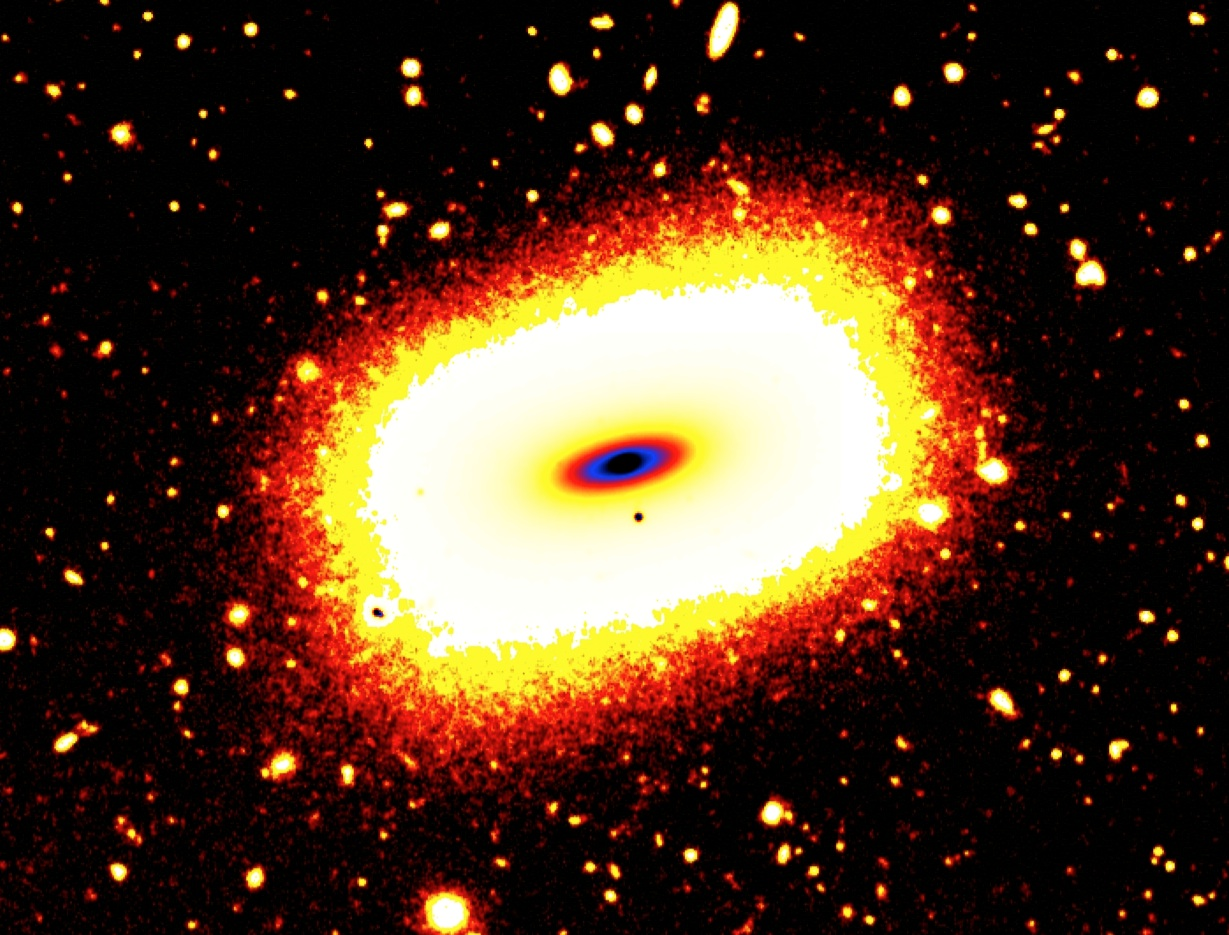
20 martie: Astronomii au descoperit prima galaxie cunoscută de formă dreptunghiulară: LEDA 074886.

  - Sonda spațială Cassini a NASA detectează oxigen în atmosfera satelitului Dione al planetei Saturn.[65]
  - O meta-analiză a 42 de studii anterioare concluzionează că un anumit consum de ciocolată poate fi bun pentru inimă.[66][67]
- 7 martie
  - Fizicienii de la Laboratorul Național de Accelerare Fermi raportează date care sugerează că ar fi fost detectat bosonul Higgs („particula Dumnezeu”, cu o masă de 115 până la 135 GeV/c2).[68][69]
  - Oamenii de știință reușesc să decodifice cu succes genomul gorilei, ultimul dintre genurile de maimuțe antropoide care a fost secvențiat.[70][71]
- 12 martie – O dietă bogată în carne roșie poate scurta speranța de viață prin creșterea riscului de deces din cauza cancerului și a problemelor cardiace, potrivit unui studiu realizat de cercetătorii de la Harvard Medical School pe mai mult de 120.000 de persoane. Înlocuind carnea roșie cu pește, pui sau nuci, studiul a constatat că aceste riscuri au scăzut.[72][73]
- 13 martie – Oamenii de știință au identificat un potențial medicament care accelerează eliminarea rebuturilor din centrul de reciclare al celulei, lizozomul, una dintre cauzele îmbătrânirii și ale bolilor degenerative.[74][75]
- 14 martie – O specie de muște, ținută în întuneric complet timp de 57 de ani (1.400 de generații), a prezentat modificări genetice care au apărut ca urmare a condițiilor de mediu, oferind dovezi clare ale evoluției.[76][77]
- 19 martie – Chiar dacă omenirea reușește să limiteze încălzirea globală la 2 °C, așa cum recomandă Grupul interguvernamental de experți privind schimbările climatice, generațiile viitoare vor trebui să se confrunte cu un nivel al mării cu 12 până la 22 de metri mai mare decât în prezent, potrivit unui studiu publicat în revista Geology.[78][79]
- 20 martie – Astronomii au descoperit prima galaxie cunoscută de formă dreptunghiulară: LEDA 074886.[80][81]
- 24 martie – Oamenii au vânat vertebratele gigantice din Australia până la dispariție în urmă cu aproximativ 40.000 de ani, conform concluziilor celor mai recente cercetări publicate în Science.[82][83]
- 25 martie – Fizicienii raportează că cele mai mari molecule testate până în prezent (molecule care conțin 58 sau 114 atomi) demonstrează, de asemenea, un comportament de undă cuantică folosind experimentul clasic cu două fante.[84][85]
- 28 martie – NASA anunță numele muntelui marțian, Muntele Sharp, pe care roverul Curiosity îl va explora după aterizarea sa planificată în craterul Gale, la 6 august 2012.[86][87]
- 29 martie
  - Oamenii de știință au dezvăluit cea mai detaliată imagine a galaxiei Calea Lactee realizată vreodată, cu peste un miliard de stele vizibile într-un mozaic combinat din mii de imagini individuale.[88][89]
  - Noile tehnologii de scanare au dezvăluit că creierul uman posedă o structură de grilă 3D uimitor de simplă, cu foi de fibre neuronale paralele care se intersectează în unghiuri drepte.[90][91]

### Aprilie
- 5 aprilie

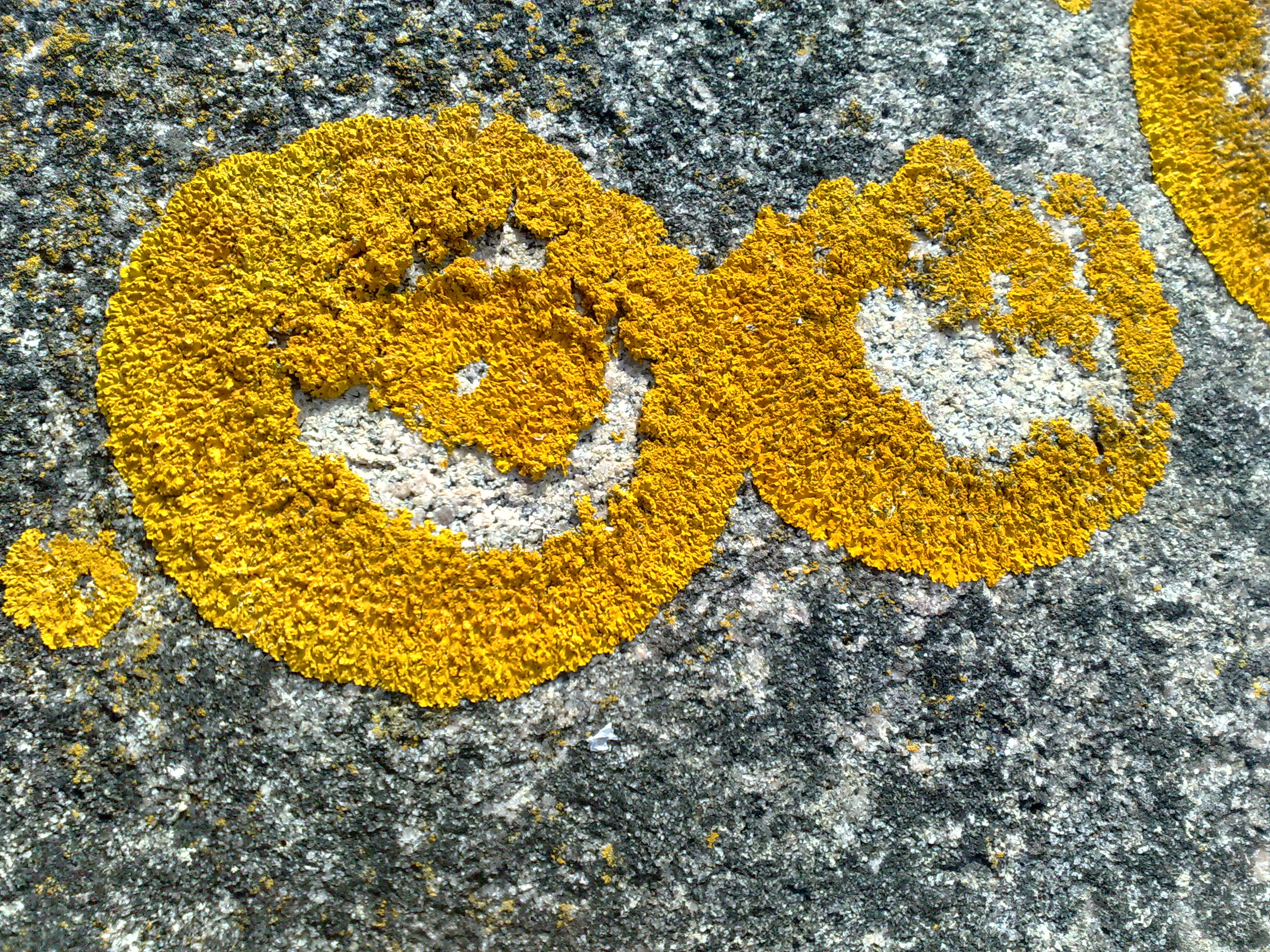
21 aprilie: Oamenii de știință raportează că lichenii au supraviețuit peste 34 de zile în condiții marțiene în Laboratorul de Simulare a planetei Marte (MSL) întreținut de Centrul Aerospațial German

  - Google prezintă Proiectul Glass, care vizează dezvoltarea unor ochelari de realitate augmentată capabili să suprapună pe câmpul vizual al unui utilizator informații precum e-mailuri, actualizări în timp real ale traficului și apeluri video.[92]
  - Marele accelerator de hadroni își reintră în funcțiune după un upgrade energetic. Acesta are acum o energie totală de coliziune de 8 trilioane de electronvolți, o creștere majoră față de energia de 7 TeV de dinaintea actualizării.[93]
- 10 aprilie – Wellcome Trust, unul dintre cei mai mari finanțatori privați ai cercetării științifice din lume, declară că lansează o nouă revistă online pentru a promova schimbul gratuit de lucrări științifice. Noua revistă, intitulată eLife, face parte dintr-un impuls larg răspândit pentru accesul liber la cercetarea științifică și va obliga cercetătorii să își pună la dispoziție gratuit lucrările online.[94]
- 12 aprilie – După ce au studiat 40 de ani de dosare medicale, oamenii de știință suedezi afirmă că cei care suferă de boala Huntington au cu aproximativ 50% mai puține șanse de a dezvolta cancer decât cei care nu suferă de această boală. Studiile ulterioare ar putea dezvălui mecanismul genetic din spatele acestei rezistențe, permițând dezvoltarea de noi tratamente împotriva cancerului.[95][96]
- 13 aprilie – Oamenii de știință olandezi anunță că au găsit dovezi ale existenței fermionului Majorana, o particulă care este propria sa antiparticulă. Existența lui Majorana a fost teoretizată pentru prima dată de omul de știință italian Ettore Majorana în anii 1930.[97][98]
- 19 aprilie
  - Un studiu de referință realizat de oamenii de știință britanici și canadieni arată că cancerul de sân poate fi împărțit în zece tipuri distincte, agresivitatea sa fiind determinată de anumite gene. Noile date ar putea face ca diagnosticarea cancerului de sân să fie mult mai precisă și ar permite ca tratamentele împotriva cancerului să fie adaptate mai eficient la fiecare pacientă.[99][100]
  - Cercetătorii britanici identifică gene-cheie care se „dezactivează” pe măsură ce organismul uman îmbătrânește. Aceste gene ar putea fi vizate de viitoarele terapii anti-îmbătrânire.[101][102]
- 20 aprilie – Oamenii de știință spun că continentul african, cunoscut ca fiind secetos, se află pe un vast rezervor de apă subterană.[103][104]
- 21 aprilie – Oamenii de știință de la Universitatea Northwestern din Chicago au testat cu succes o  interfață creier-computer capabilă să restabilească mișcările musculare naturaliste la maimuțele rhesus paralizate. Se speră că invenția va fi aprobată în cele din urmă pentru tratarea oamenilor paralizați sau cu leziuni cerebrale.[105][106]
- 21 aprilie – Oamenii de știință raportează că lichenii au supraviețuit peste 34 de zile în condiții marțiene în Laboratorul de Simulare a planetei Marte (MSL) întreținut de Centrul Aerospațial German (DLR).[107][108]

### Mai

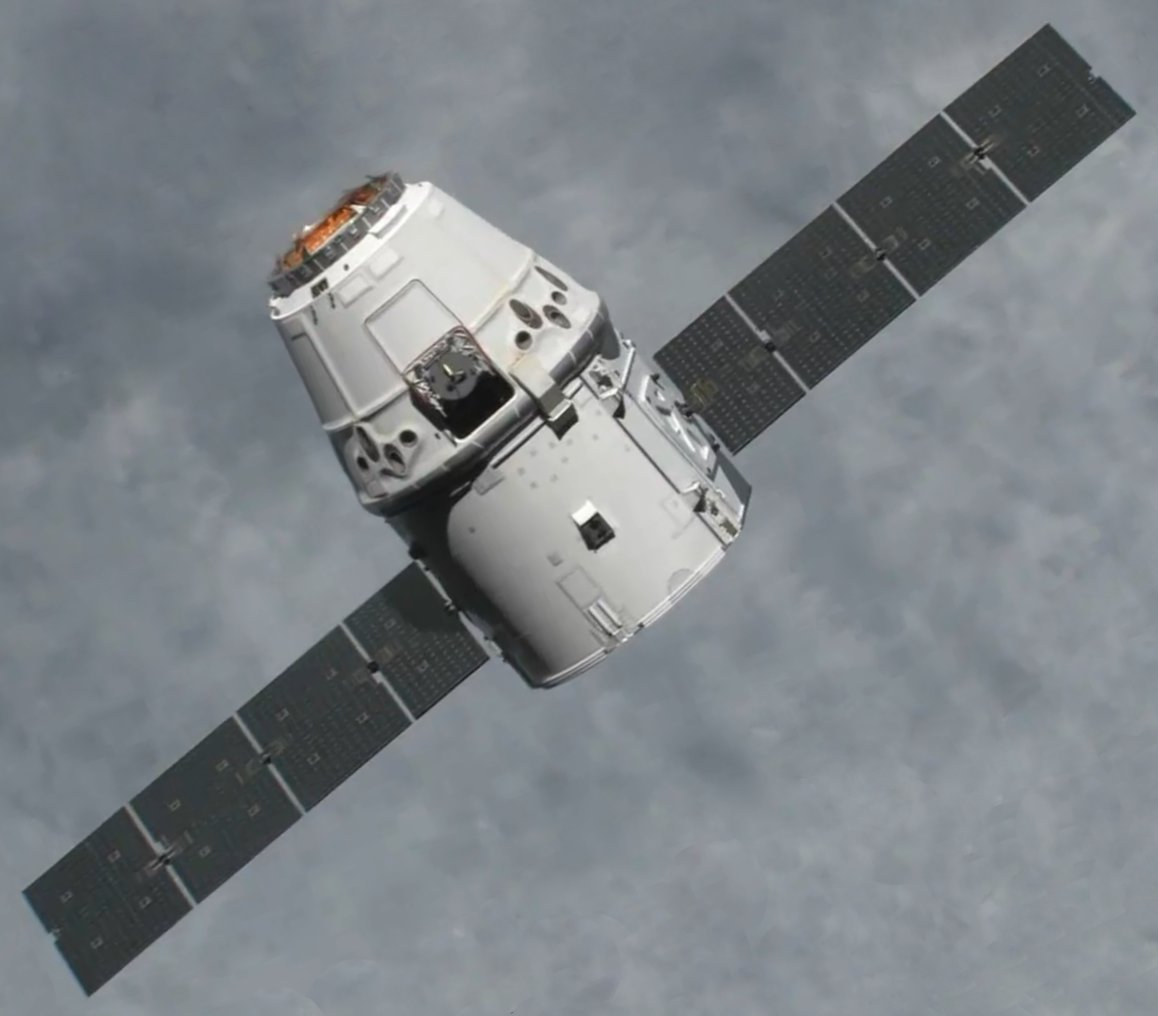
25 mai: Dragon, de la SpaceX, devine prima navă spațială comercială care andochează la Stația Spațială Internațională.

- 2 mai – Agenția Spațială Europeană selectează propunerea Jupiter Icy Moon Explorer (JUICE) pentru următorul său program major de explorare spațială. Sonda robotică JUICE, a cărei lansare este planificată pentru 2022, va efectua studii aprofundate ale sateliților joviani Callisto, Europa și Ganymede.[109]
- 16 mai – Chirurgii americani reușesc să redea funcția mâinii unui bărbat parțial paralizat, folosind o tehnică de pionierat de transfer nervos. În urma intervenției chirurgicale și a fizioterapiei ulterioare, pacientul – care și-a pierdut în întregime utilizarea mâinilor într-un accident de mașină – poate acum să se hrănească singur și chiar să scrie cu un anumit ajutor.[110][111]
- 23 mai – În cadrul unei descoperiri în domeniul terapiei cu celule stem adulte, oamenii de știință israelieni cresc celule sănătoase ale mușchiului cardiac din celulele pielii pacienților. Această evoluție ar putea oferi un nou tratament pentru pacienții cu insuficiență cardiacă.[112][113]
- 25 mai 
  - Nava spațială Dragon a companiei SpaceX, fără echipaj, finalizează cu succes întâlnirea cu Stația Spațială Internațională, devenind astfel prima navă spațială comercială care reușește acest lucru.[114][115][116]
  - Arheologii anunță descoperirea unui flaut din os, vechi de 42.000 de ani, într-o peșteră din Germania – cele mai vechi instrumente muzicale descoperite până acum.[117]
- 30 mai
  - Oamenii de știință reușesc să secvențieze cu succes genomul roșiilor și afirmă că, în termen de cinci ani, pot fi create soiuri de roșii mai gustoase și mai rezistente la pesticide pentru uz comercial.[118][119][120]
  - Geologii raportează că supervulcanii se pot dezvolta mult mai repede decât se bănuia anterior – erup în doar câteva sute de ani de la formarea lor, în loc de zeci de mii de ani.[121][122]

### Iunie

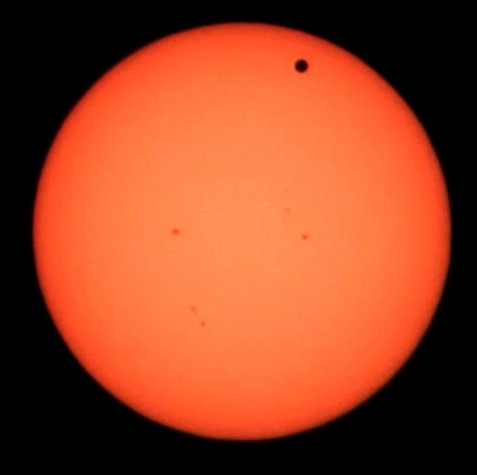
5–6 iunie 2012: Are loc un tranzit al lui Venus, unul dintre cele mai rare fenomene astronomice previzibile. Un alt astfel de tranzit nu va avea loc până în anul 2117.

- 5 iunie – Avionul Solar Impulse, alimentat cu energie solară, aterizează în Maroc după un zbor de 19 ore din Spania, marcând primul zbor intercontinental al unui avion alimentat exclusiv cu energie solară.[123]
- 5–6 iunie – Are loc un tranzit al lui Venus, unul dintre cele mai rare fenomene astronomice previzibile. Un alt astfel de tranzit nu va avea loc până în anul 2117.[124][125]
- 7 iunie
  - Oamenii de știință de la Universitatea din Washington au reușit să secvențieze cu succes genomul unui făt uman în vârstă de 18 săptămâni aflat în uter, prelevând probe de sânge de la mamă. În viitor, milioane de copii ar putea fi depistați în siguranță pentru tulburări genetice în acest mod.[126][127]

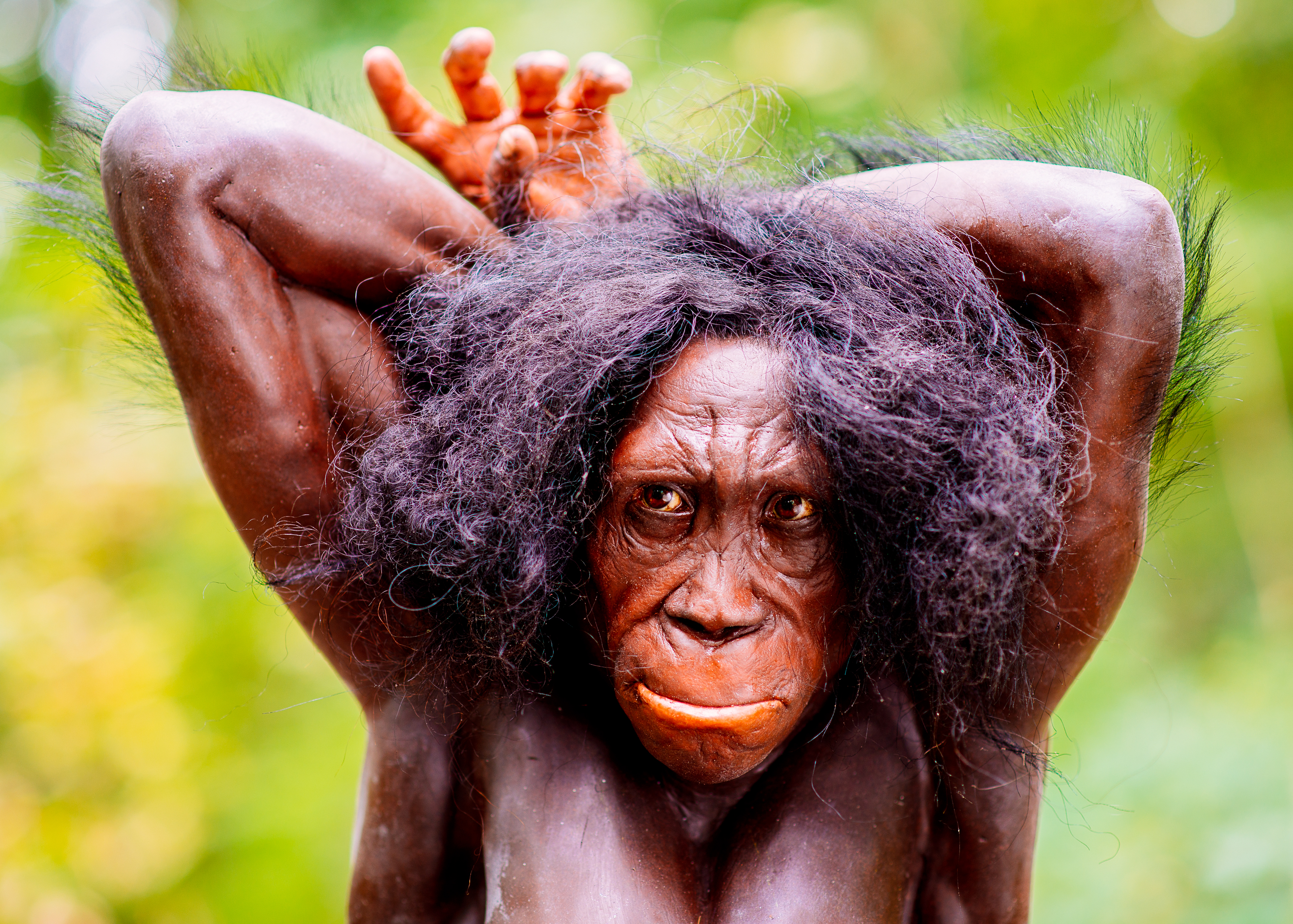
Primii oameni, cum ar fi Australopithecus sediba, ar fi trăit în savană, dar au mâncat fructe și alte alimente din pădure – un comportament similar cu cel al cimpanzeilor de savană din zilele noastre.

  - Laboratorul de cercetare navală al SUA a dezvoltat o formă de energie solară subacvatică.[128]
  - Într-un studiu separat, o echipă de oameni de știință olandezi asociați cu MIT a raportat metode de detectare a hidrogenului și metanului în atmosferele extraterestre.[129][130]
- 8 iunie – Cercetătorii japonezi cresc un ficat uman mic și funcțional din celule stem.[131]
- 12 iunie 
  - Un studiu amplu concluzionează că mai mulți factori s-au aliniat pentru a provoca dispariția mamutului lânos.[132][133]
  - IARC, o agenție de cercetare a OMS, concluzionează că expunerea la gazele de eșapament ale motoarelor diesel poate cauza cancer.[134][135][136]
- 13 iunie
  - NASA lansează cu succes telescopul spațial cu raze X NuSTAR.[137][138]
  - Oamenii de știință decodifică complet genomul bonobo.[139][140]
- 14 iunie
  - Exemplele de artă rupestră din Spania sunt datate în jurul anului 38.000 î.Hr., ceea ce le face cele mai vechi exemple de artă descoperite până acum în Europa. Oamenii de știință susțin că picturile ar fi fost realizate de neanderthalieni, mai degrabă decât de homo sapiens.[141][142]
  - Nivelurile de activitate fizică sunt în scădere la nivel mondial, o tendință care ridică probleme majore de sănătate, potrivit unui nou studiu.[143][144]
- 15 iunie
  - Oamenii de știință americani raportează o posibilă legătură genetică între diabet și un risc crescut de boala Alzheimer.[145][146]
  - Oamenii de știință de la NASA anunță că Voyager 1 ar putea fi foarte aproape de a intra în spațiul interstelar și de a deveni primul obiect creat de om care părăsește sistemul solar.[147][148]

- 16 iunie – China lansează cu succes nava spațială Shenzhou 9, cu echipaj, într-o misiune către modulul stației spațiale Tiangong-1. Shenzhou 9 transportă un echipaj de trei persoane, inclusiv prima femeie astronaut din China, Liu Yang.[149][150]
- 21 iunie – Date climatice vechi de 2,8 milioane de ani sunt reconstituite din carote de sedimente recuperate din lacul El'gygytgyn, Rusia. Aceste date sunt considerabil mai vechi decât carote de gheață de 800.000 de ani găsite în Antarctica.[151][152]
- 23 iunie – La 100 de ani de la nașterea criptanalistului și pionierului englez al calculatoarelor Alan Turing, experți britanici pun la îndoială ideea, mult timp susținută, că moartea lui Turing a fost o sinucidere.[153][154]
- 26 iunie – Este anunțată descoperirea unui nou mineral, panguita, cu mostre găsite în meteoritul Allende.
- 27 iunie – Oamenii de știință asociați cu Universitatea din Witwatersrand, Universitatea Johns Hopkins și alte universități internaționale raportează că primii oameni, cum ar fi Australopithecus sediba, ar fi trăit în savană, dar au mâncat fructe și alte alimente din pădure – un comportament similar cu cel al cimpanzeilor de savană din zilele noastre.[155][156][157]
- 28 iunie – O echipă internațională de astronomi descoperă dovezi că Calea Lactee avut o întâlnire cu o galaxie mică sau cu o structură masivă de materie întunecată, poate chiar acum 100 de milioane de ani, iar în urma acestei întâlniri încă mai sună ca un clopot.[158][159]
- 29 iunie 
  - Oameni de știință olandezi și germani dezvăluie un nou dispozitiv de imagistică prin rezonanță magnetică funcțională cu scanare cerebrală care permite persoanelor paralizate să tasteze cuvinte folosind doar gândurile lor.[160][161][162]
  - Oamenii de știință descoperă rămășițele unui impact uriaș, vechi de 3 miliarde de ani, lângă regiunea Maniitsoq din vestul Groenlandei, cu un miliard de ani mai vechi decât orice altă coliziune cunoscută pe Pământ.[163][164]

### Iulie

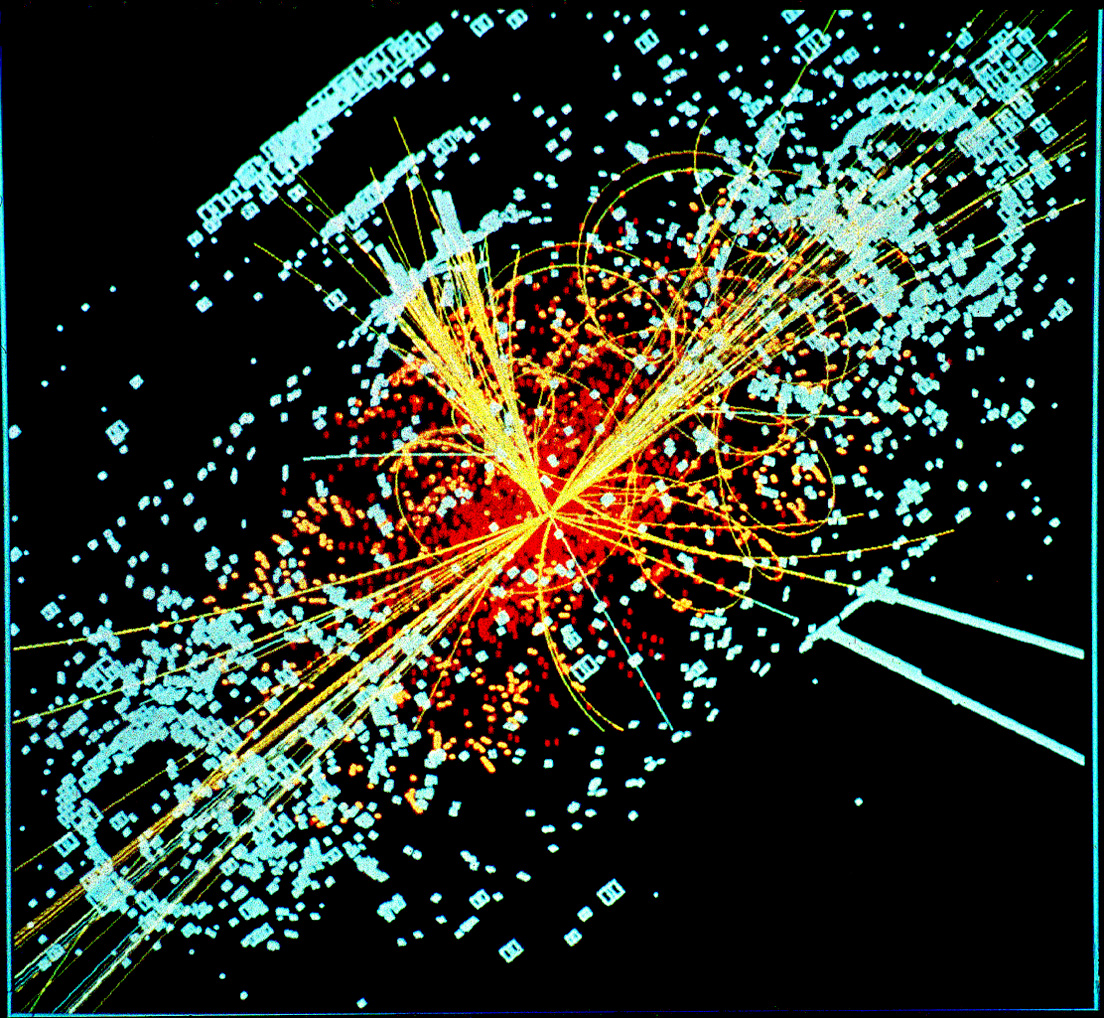
4 iulie: Oamenii de știință de la CERN anunță descoperirea unei particule cu asemănări semnificative cu bosonul Higgs.

- 1 iulie – Orchestra Simfonică din Londra interpretează o compoziție muzicală creată fără aport uman, realizată de către computerul Iamus.[165][166]
- 2 iulie – Oamenii de știință raportează că au fost găsite dovezi indirecte care susțin existența bosonului Higgs.[167][168]
- 3 iulie 
  - Cercetătorii fotografiază pentru prima dată umbra unui singur atom.[169][170]
  - Un studiu condus de Universitatea de Stat din Kansas descoperă o nouă stare cuantică, care permite ca trei, dar nu și doi atomi, să rămână împreună.[171][172]
- 4 iulie – Fizicienii de la CERN anunță descoperirea unei particule în concordanță cu bosonul Higgs din modelul standard la un nivel de semnificație "5 sigma", ceea ce indică faptul că există doar o șansă la 3,5 milioane de a obține un astfel de rezultat din întâmplare, în lipsa unei particule.[173][174][175]
- 5 iulie – Oamenii de știință au realizat cea mai detaliată filmare a unui singur neuron care s-a văzut vreodată. În videoclip sunt prezentate proteine individuale care se deplasează pe diferite căi în interiorul celulei.[176][177]
- 9 iulie
  - Oamenii de știință au descoperit o nouă moleculă care ar putea face dinții imuni la carii.[178]
  - Oamenii de știință au detectat direct, pentru prima dată, o parte din „scheletul” invizibil al materiei întunecate din univers, unde se crede că se află mai mult de jumătate din toată materia.[179][180]
- 10 iulie – Se raportează că statul în șezut pentru perioade lungi de timp poate reduce durata de viață a omului, dacă nu este atenuată de exerciții fizice regulate și intense.[181][182]
- 11 iulie – Telescopul spațial Hubble descoperă o a cincea lună a planetei pitice Pluto.[183]
- 13 iulie – Un nou studiu arată că lemurii sunt mult mai amenințați de dispariție decât se credea până acum.[184]
- 15 iulie – Se raportează că Dracunculoză, numită și boala viermilor de Guineea, este pe cale de a fi eradicată – devenind doar a doua boală umană după variolă care a fost eradicată.[185]
- 19 iulie – Astronomii au descoperit cea mai veche galaxie spirală de până acum, datând de acum 10,7 miliarde de ani.[186][187]

### August
- 2 august

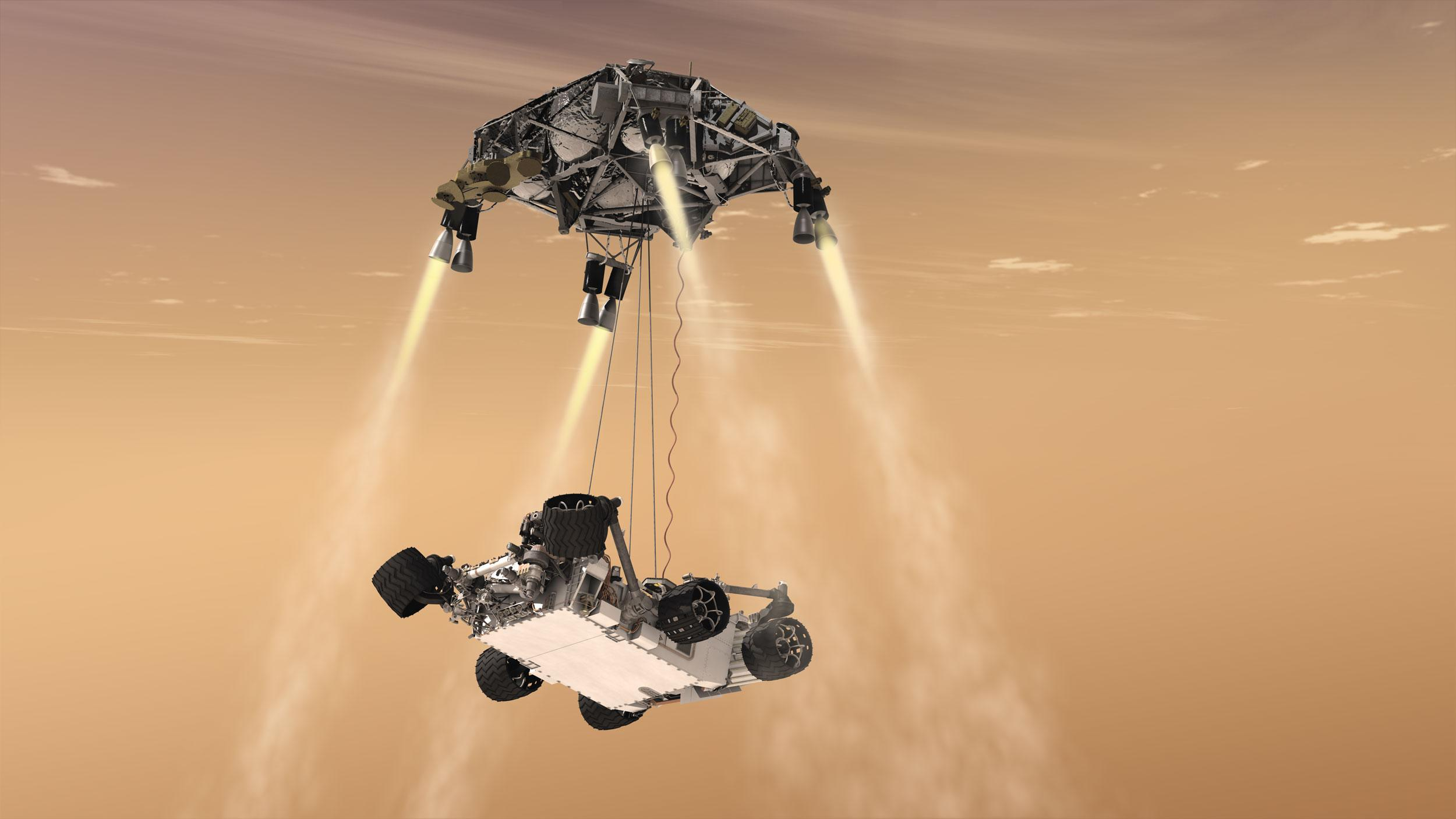
6 august: Roverul Curiosity al NASA, cel mai mare vehicul spațial de acest tip lansat până în prezent, aterizează cu succes pe Marte.

  - Oamenii de știință din Antarctica anunță că au descoperit ceea ce pare a fi rămășițele unei păduri tropicale străvechi din perioada Eocenului timpuriu, îngropate adânc sub gheață.[188][189][190]
  - Un studiu publicat în Animal Behavior constată că păianjenii femele care își canibalizează partenerii produc pui mult mai sănătoși decât păianjenii care nu se canibalizează, susținând o legătură între canibalismul sexual în regnul animal și succesul reproductiv.[191][192]
- 6 august – Misiunea Mars Science Laboratory a NASA aterizează cu succes Curiosity, cel mai mare rover marțian construit până în prezent, în craterul Gale de pe Marte.[193][194]
- 20 august – Prima dovadă a distrugerii unei planete de către steaua sa îmbătrânită a fost descoperită de o echipă internațională de astronomi.[195][196]
- 21 august 
  - Un nou studiu privind nouă orașe de coastă din întreaga lume sugerează că Shanghaiul este cel mai vulnerabil la inundații grave în cursul acestui secol.[197][198]
  - Cercetătorii au dezvoltat un prototip de „nas electronic” care poate detecta cantități mici de substanțe nocive din aer.[199]

- 22 august

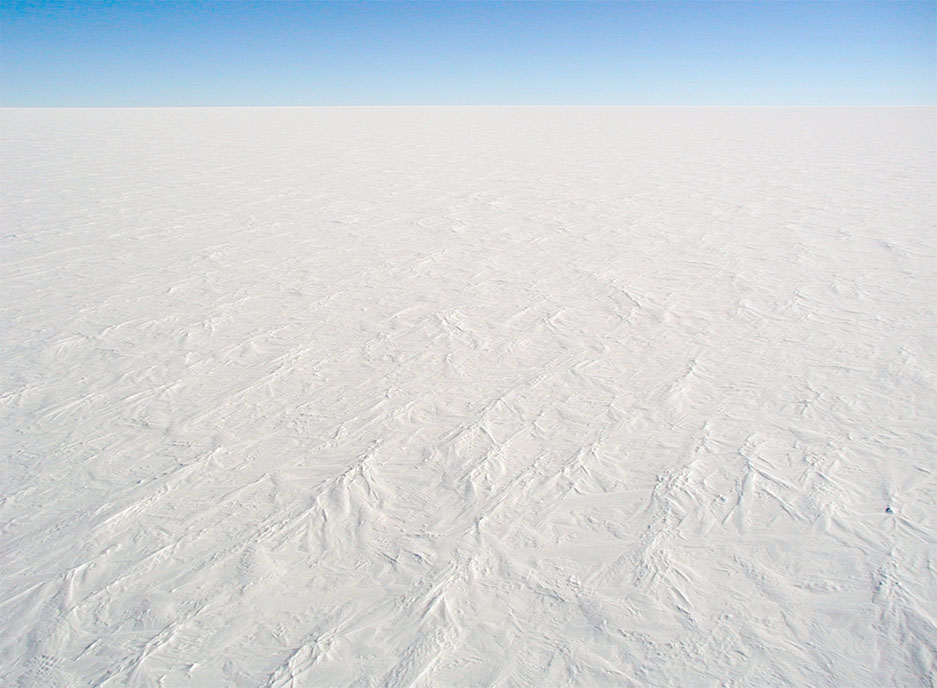
29 august: Oamenii de știință susțin că mari cantități de metan ar putea fi blocate sub gheața Antarcticii.

  - LG Electronics prezintă cel mai mare televizor ultra-definit comercial din lume, cu o rezoluție de patru ori mai mare decât cea a ecranelor de înaltă definiție 1080p[386].
- 25 august – Voyager 1 al NASA traversează heliopauza și intră în spațiul interstelar, fiind primul obiect creat de om care face acest lucru.[200][201][202][203][204][205]
- 26 august – Americanca Besse Cooper, la acea vreme cel mai bătrân om în viață din lume, își sărbătorește cea de-a 116-a aniversare, devenind una dintre cele doar opt persoane din istoria înregistrată care au reușit acest lucru în mod incontestabil.[206]
- 27 august – Tinerii care fumează canabis riscă o reducere semnificativă și ireversibilă a coeficientului de inteligență, potrivit unuia dintre cele mai mari studii efectuate vreodată asupra canabisului.[207][208]
- 28 august – La trei decenii de la ultima sa apariție, vidra japoneză de râu este declarată dispărută.[209]
- 29 august
  - Oamenii de știință anunță descoperirea a două noi exoplanete care orbitează în jurul unei stele binare – primul sistem planetar de acest tip descoperit până acum.[210][211]
  - Restricția calorică nu reușește să prelungească durata de viață a primatelor, conform rezultatelor unui studiu pe termen lung.[212][213]
  - Volume mari de metan – un puternic gaz cu efect de seră – ar putea fi blocate sub gheața Antarcticii, potrivit unui nou studiu.[214][215][216]
  - O analiză a costurilor tehnologiilor necesare pentru a transporta materiale în stratosferă pentru a reduce cantitatea de lumină solară care lovește Pământul și, prin urmare, pentru a reduce efectele schimbărilor climatice globale arată că acestea sunt atât fezabile, cât și accesibile.[217][218]
  - În premieră mondială, astronomii de la Universitatea din Copenhaga raportează detectarea unei molecule de zahăr specifice, glicolaldehida, într-un sistem stelar îndepărtat. Molecula a fost descoperită în jurul binarei protostelare IRAS 16293-2422, care se află la 400 de ani lumină de Pământ. Glicolaldehida este necesară pentru a forma acidul ribonucleic sau ARN, care are o funcție similară cu cea a ADN-ului. Această descoperire sugerează că moleculele organice complexe se pot forma în sistemele stelare înainte de formarea planetelor, ajungând în cele din urmă pe planetele tinere la începutul formării lor.[219][220]
- 31 august – Un televizor inteligent care poate fi controlat de mișcările ochilor utilizatorilor, este prezentat la o expoziție comercială din Berlin.[221]

### Septembrie
- 4 septembrie

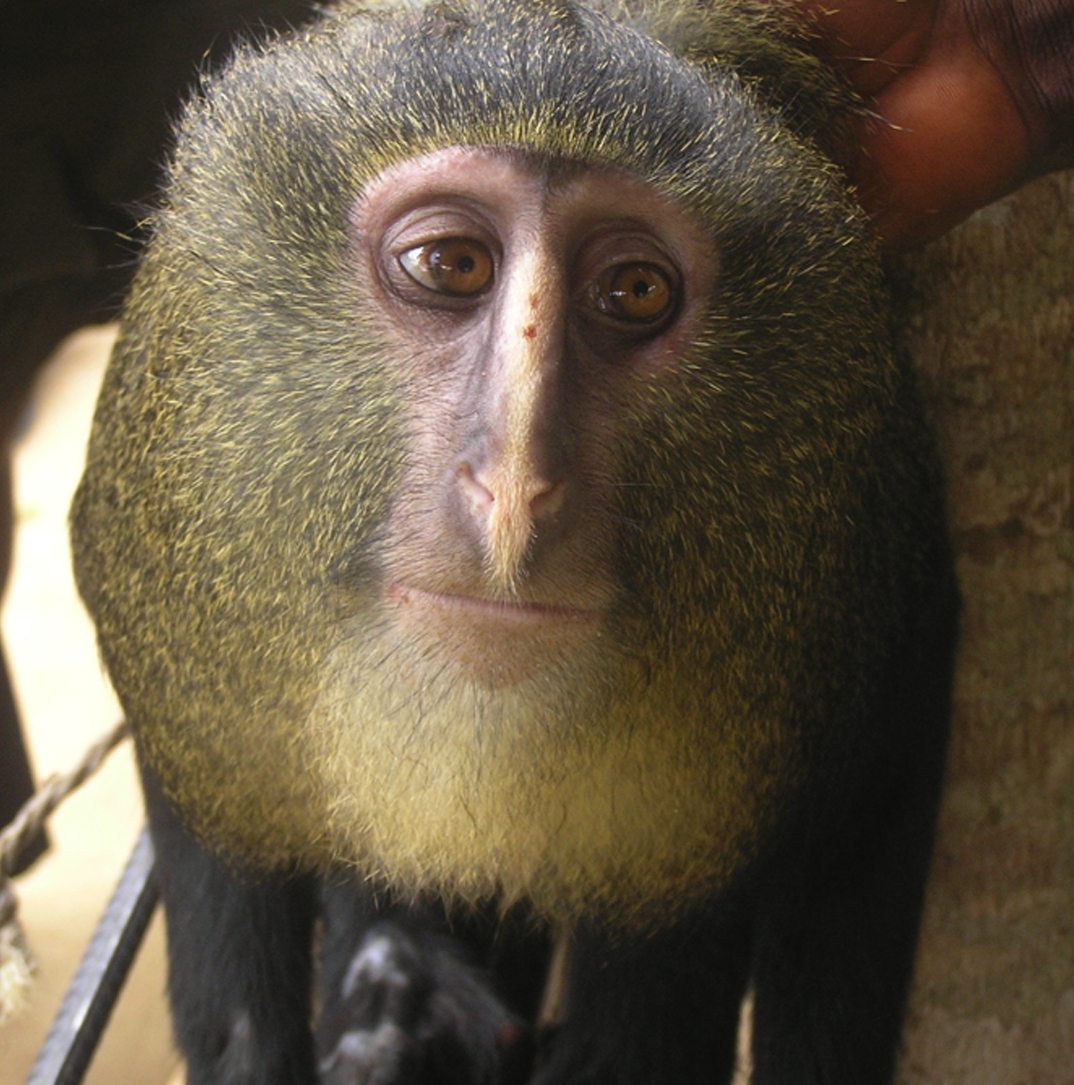
12 septembrie: Este descrisă oficial specia de maimuță Cercopithecus lomamiensis.

  - Oamenii de știință britanici au dezvoltat un covor inteligent, cu un strat optic care poate da alarma în cazul în care detectează căderi bruște. Covorul poate, de asemenea, să cartografieze și să înregistreze modelele de mers în timp, permițând medicilor să urmărească problemele de mișcare ale pacienților în vârstă.[222]
  - Un stil de viață activ din punct de vedere fizic poate reduce riscul de cancer de sân cu până la 13%, potrivit celui mai mare studiu de acest gen.[223]
- 5 septembrie
  - O echipă internațională de cercetători reușește teleportarea cuantică pe o distanță record de 143 de kilometri în spațiul liber.[224]
  - Oamenii de știință publică (în Science, Nature și în alte publicații) cea mai detaliată analiză de până acum a genomului uman, dezvăluind că o cantitate mult mai mare din codul nostru genetic este activă din punct de vedere biologic decât se credea anterior și infirmând în mare măsură noțiunea de ADN nefuncțional.[225][226]
  - Nava spațială Dawn a NASA pleacă de pe asteroidul 4 Vesta spre planeta pitică Ceres, pe care se așteaptă să o atingă în 2015.[227][228][229]
- 6 septembrie 
  - Japonia stabilește un nou record mondial pentru adâncimea de foraj oceanic, ajungând la 2,1 kilometri sub fundul mării în largul peninsulei Shimokita.[230]
  - Cercetătorii din SUA produc cele mai scurte impulsuri laser din istorie, cu o durată de 67 de attosecunde. O astfel de „știință a attosecundei” va face posibilă observarea în timp real a unora dintre cele mai scurte evenimente microscopice din univers, cum ar fi electronii care se deplasează pe orbitele lor.[231][232]
  - Prototipul robot cu picioare de ghepard al DARPA este înregistrat alergând mai repede decât Usain Bolt, cel mai rapid sprinter din lume, într-un test pe bandă de alergare.[233]
- 9 septembrie – Potrivit unui nou studiu, dacă ar fi exploatată la maximum, energia eoliană ar putea satisface cu ușurință întreaga cerere de electricitate pe termen lung la nivel mondial.[234][235]
- 12 septembrie
  - Cercetătorii britanici raportează un progres major în tratamentul surdității, folosind celule stem pentru a restabili cu succes auzul la animale, pentru prima dată.[236][237]
  - O nouă specie de maimuță este identificată în Republica Democratică Congo. Găsită în păduri îndepărtate, este doar a doua specie nouă de maimuță descoperită în Africa în ultimii 28 de ani.[238][239]
- 13 septembrie
  - Micile "afine" sferice găsite în rocile marțiene ar fi putut fi formate de microbi, ceea ce ar putea indica faptul că viața a existat pe Marte în trecutul îndepărtat.[240][241]
  - UNICEF raportează că ratele globale ale mortalității infantile au scăzut semnificativ în ultimii ani. Dacă în 1990 aproximativ 12 milioane de copii au murit înainte de a împlini cinci ani, în 2011 această cifră a scăzut la 6,9 milioane. Se pare că această îmbunătățire se datorează unei combinații de creștere a nivelului de trai, a ajutorului extern și a unei imunizări mai ample.[242]
  - O echipă IBM din Zürich a publicat imagini cu o singură moleculă atât de detaliate încât se poate discerne tipul de legături atomice dintre atomii acestora.[243][244]
  - Oamenii de știință identifică cinci gene care determină forma feței umane, într-o descoperire care ar putea duce la realizarea de către poliție a unor portrete-robot bazate exclusiv pe rezultatele ADN-ului.[245][246]
- 17 septembrie – După nouă luni de studiu al câmpului gravitațional al Lunii, sateliții GRAIL ai NASA au raportat că scoarța lunară este mult mai subțire decât se estimase anterior.[247]
- 19 septembrie – Gheața marină arctică a ajuns la nivelul minim al anului, stabilind un record pentru cea mai mică acoperire de la începutul înregistrărilor prin satelit în anii 1970. Întinderea din 2012 a scăzut la 3,41 milioane de km2, cu 50% mai mică decât media din perioada 1979-2000.[248][249]

### Octombrie

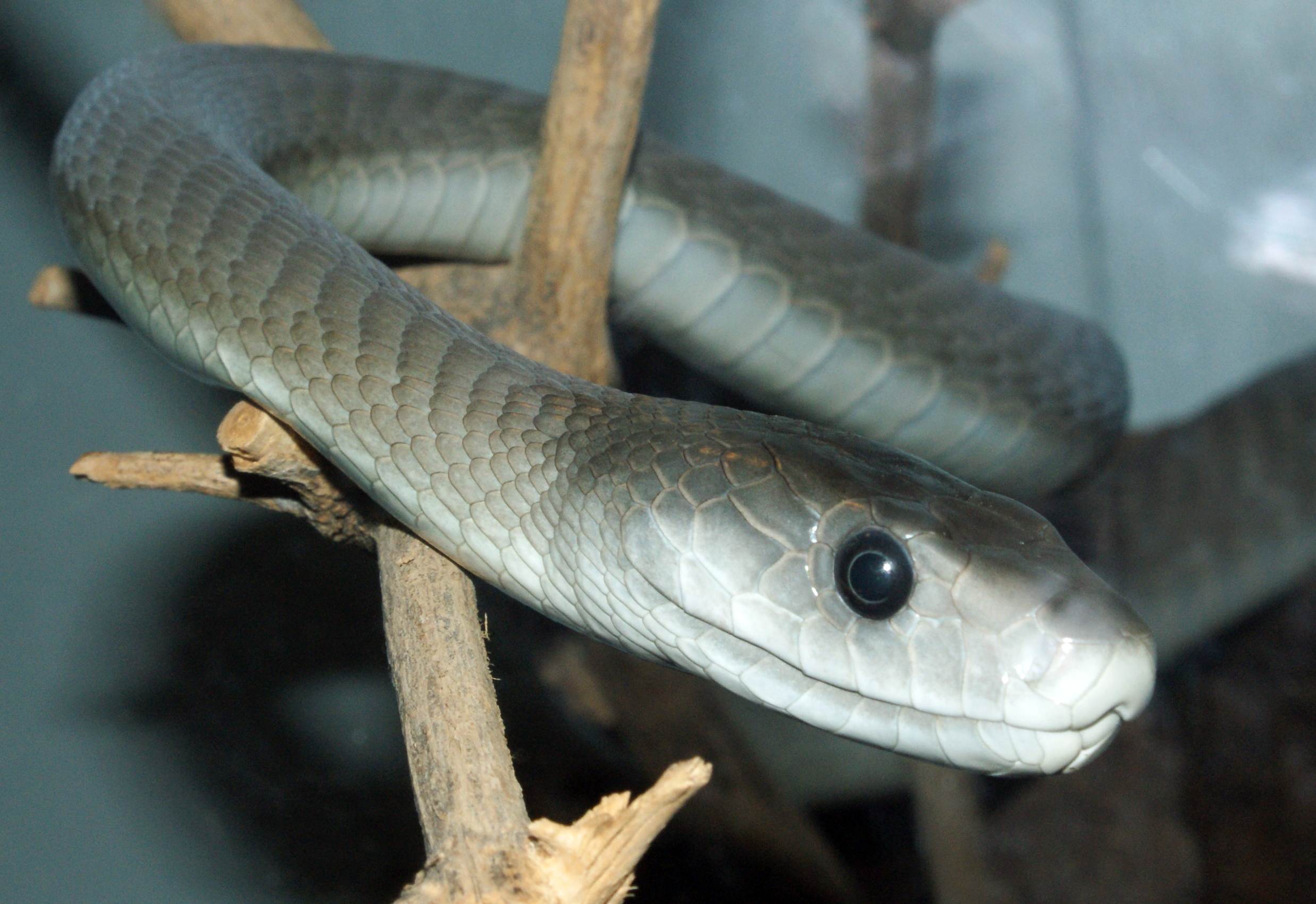
3 octombrie: Oamenii de știință raportează că veninosul șarpe mamba negru produce un analgezic natural foarte eficient.

- 3 octombrie – Oamenii de știință raportează că veninosul șarpe mamba negru produce un analgezic natural foarte eficient.[250][251]
- 4 octombrie
  - Un nou test genetic poate secvenția complet genomul unui nou-născut în doar 50 de ore, o îmbunătățire majoră față de procesul obișnuit de secvențiere care durează o lună. Testul poate depista 3.500 de boli genetice, permițând diagnosticarea și tratarea mult mai eficientă a copiilor grav bolnavi.[252][253]
  - Nissan prezintă NSC-2015, un prototip de mașină electrică fără șofer care se poate parca singură, înțelege marcajele rutiere și raportează rapid tentativele de furt. O versiune comercială este planificată pentru 2015.[254]
- 8 octombrie
  - Nava spațială Dragon a SpaceX este lansată în prima sa misiune operațională de realimentare a Stației Spațiale Internaționale, după o misiune demonstrativă de succes în mai 2012.[255][256][257]
  - Cercetătorii au găsit ceea ce ei susțin că este prima fosilă descoperită până acum a unui păianjen antic care atacă prada prinsă în pânza sa. Fosila de chihlimbar datează între 97 și 110 milioane de ani.[258]
- 11 octombrie – O nouă cercetare condusă de oamenii de știință de la Universitatea Yale sugerează că o planetă stâncoasă de două ori mai mare decât Pământul care orbitează în jurul unei stele din apropiere este compusă în mare parte din diamant.[259][260]
- 15 octombrie – Astronomii au confirmat existența unei exoplanete asemănătoare lui Neptun care are patru sori, devenind astfel primul sistem stelar cvadruplu descoperit vreodată.[261][262]
- 17 octombrie – Este descoperită o nouă exoplanetă care orbitează în jurul celui mai apropiat vecin stelar al Pământului, Alpha Centauri. Se crede că noua planetă este prea fierbinte pentru a susține viața, dar există o mare probabilitate ca sistemul să conțină și alte corpuri planetare, inclusiv unele potențial asemănătoare Pământului.[263]
- 27 octombrie – Femeile care renunță la fumat până la vârsta de 30 de ani vor scăpa aproape complet de riscul de a muri tinere din cauza bolilor legate de tutun, conform unui studiu realizat pe mai mult de un milion de femei.[264]
- 31 octombrie – Oamenii de știință din Țările de Jos au demonstrat o formă de beton autoreparator care utilizează bacterii producătoare de calcar.[265][266]

### Noiembrie

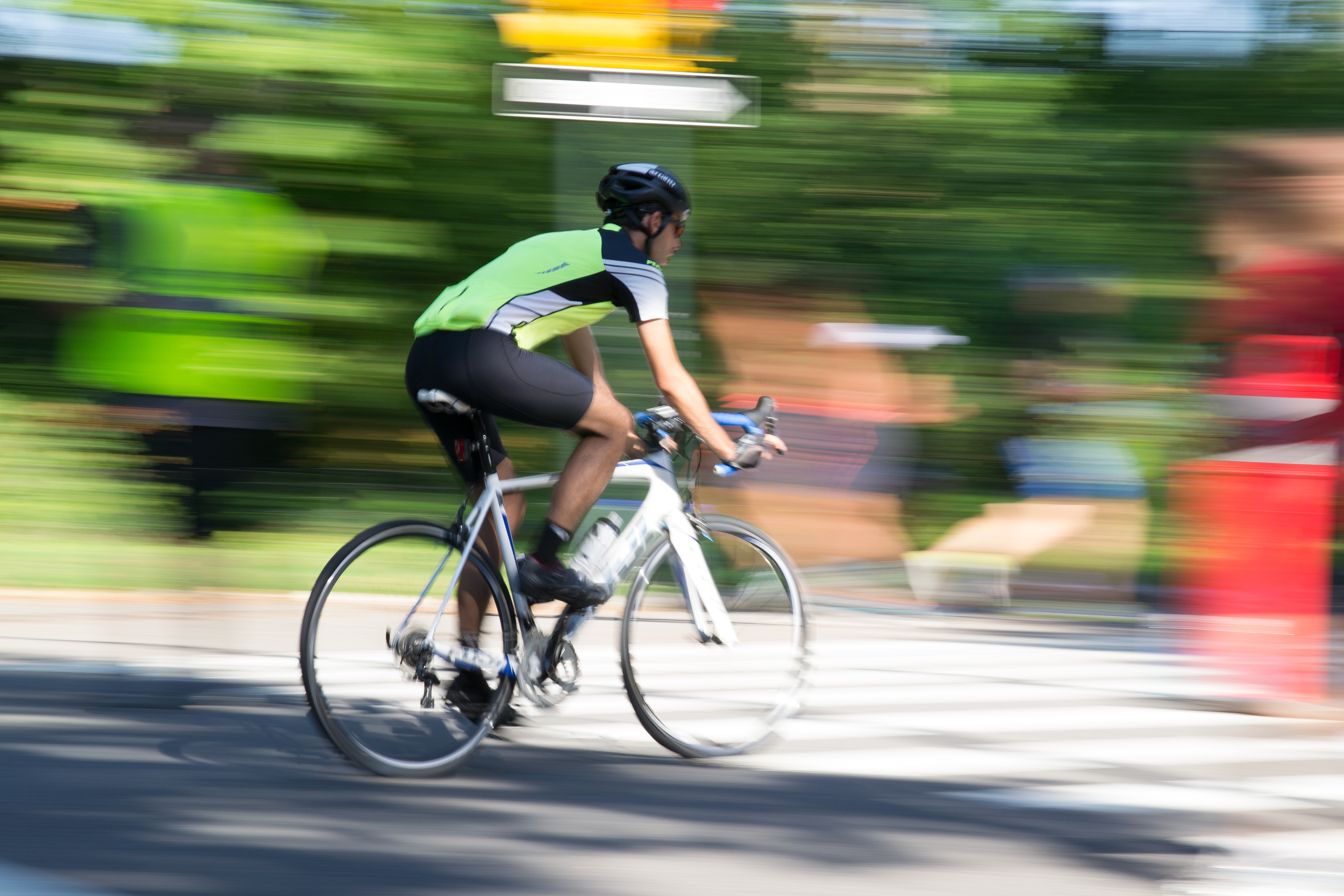
6 noiembrie: exercițiile fizice regulate în timpul liber pot prelungi speranța de viață a oamenilor cu peste 4 an.

- 6 noiembrie – Activitatea fizică în timpul liber prelungește speranța de viață cu până la 4,5 ani, potrivit unui studiu realizat de Institutul Național de Cancer. Chiar și jumătate din exercițiul săptămânal recomandat poate adăuga 1,8 ani.[267][268]
- 7 noiembrie
  - Cercetătorii canadieni care lucrează la dezvoltarea primului vaccin HIV din lume au depășit un obstacol major. Rezultatele inițiale ale unui studiu de fază I nu au arătat niciun efect advers, stimulând în același timp în mod semnificativ imunitatea. Vaccinul ar putea fi disponibil pe piață în cinci ani.[269]
  - Astronomii raportează că HD 40307 g, o exoplanetă aflată la 42 de ani-lumină distanță de Pământ, se află în zona locuibilă a stelei sale gazdă HD 40307 și ar putea fi "tocmai potrivită pentru a susține viața".[270][271]
  - Creșterea temperaturilor cauzată de schimbările climatice ar putea însemna că cafeaua arabica sălbatică va dispărea în următorii 70 de ani, reprezentând un risc pentru sustenabilitatea genetică a unuia dintre produsele de bază ale lumii, conform unor noi cercetări.[272][273]
- 14 noiembrie
  - O echipă internațională de cercetători descoperă o genă care ajută la explicarea modului în care oamenii au evoluat din cimpanzei. Oamenii de știință spun că gena – numită miR-941 – pare să fi jucat un rol crucial în dezvoltarea creierului uman și poate face lumină asupra modului în care oamenii au învățat să folosească unelte și limbajul.[274][275]
  - O genă care aproape triplează riscul de boală Alzheimer a fost descoperită de o echipă internațională care include cercetători de la Clinica Mayo. Acesta este cel mai puternic factor de risc genetic pentru boala Alzheimer identificat în ultimii 20 de ani.[276][277]
- 29 noiembrie
  - Oamenii de știință descoperă a doua cea mai mare gaură neagră supermasivă detectată vreodată, cu o masă de 17 miliarde de ori mai mare decât cea a Soarelui. Cu toate acestea, gaura neagră se află într-o galaxie anormal de mică.[278][279][280]
  - NASA raportează că sonda sa MESSENGER a descoperit gheață și compuși organici pe suprafața planetei Mercur.[281][282][283][284][285]
  - Un studiu publicat în Nature afirmă că variația genetică umană s-a accelerat rapid în ultimele secole, mai repede decât poate opera selecția naturală.[286][287]

### Decembrie

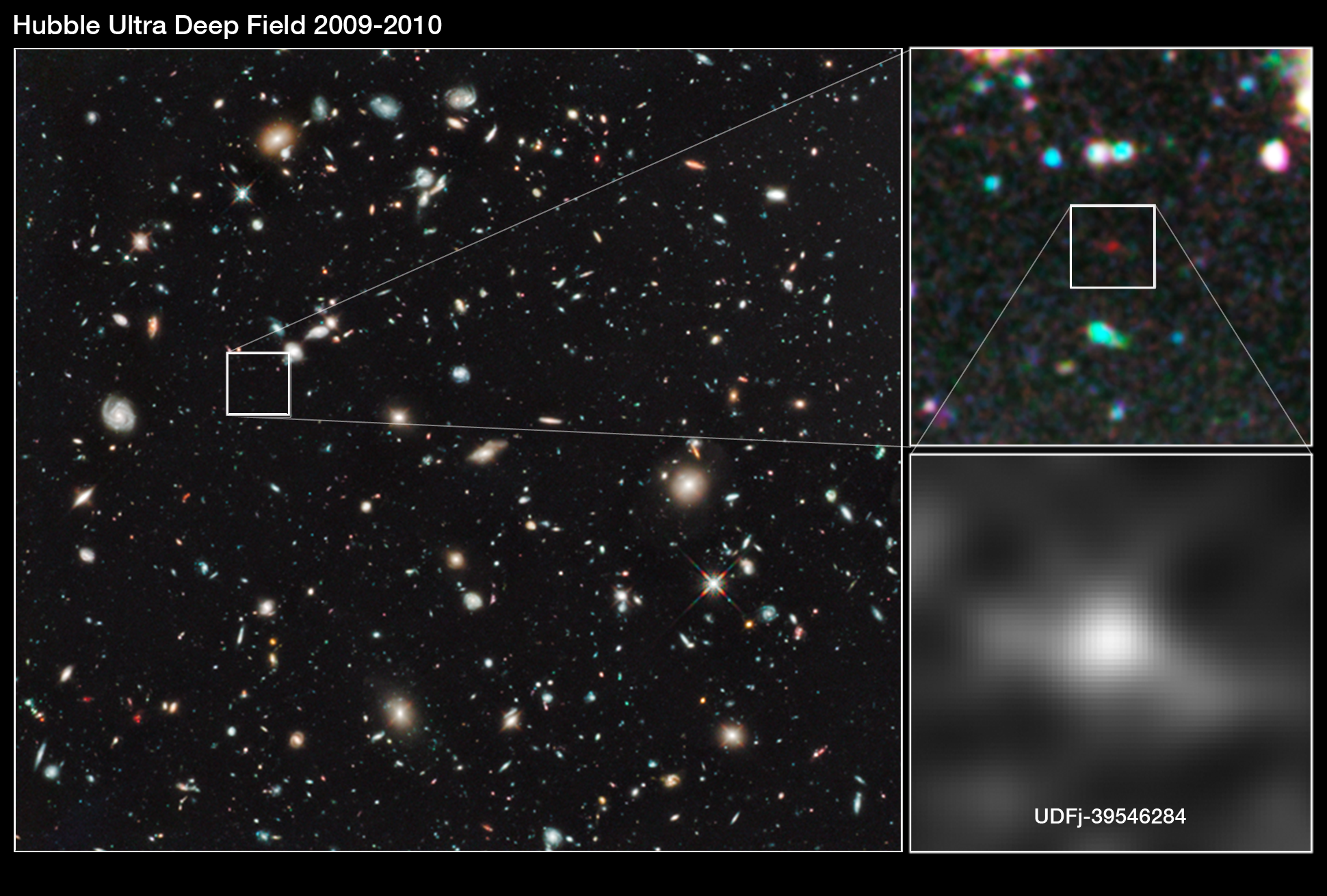
12 decembrie: Cea mai îndepărtată galaxie cunoscută, UDFj-39546284, apare ca o pată roșie slabă.

- 3 decembrie – NASA raportează că roverul Curiosity de pe Marte a efectuat prima sa analiză extinsă a solului, dezvăluind prezența moleculelor de apă, a sulfului și a clorului în solul marțian.[288][289][290]
- 4 decembrie – Besse Cooper, cel mai bătrân om în viață din lume și ultima persoană născută în 1896, moare la vârsta de 116 ani.[291][292]
- 5 decembrie 
  - Paleontologii anunță descoperirea a ceea ce este probabil să fie cel mai vechi dinozaur cunoscut. Se crede că Nyasasaurus parringtoni a trăit cu 10-15 milioane de ani înaintea celor mai timpurii specimene de dinozaur cunoscute anterior.[293][294]
  - În prima operație de acest fel din Statele Unite, cercetătorii medicali implantează un dispozitiv asemănător unui stimulator cardiac în creierul unui pacient cu boala Alzheimer în stadiile incipiente ale bolii. Dispozitivul, care asigură o stimulare cerebrală profundă și a fost deja utilizat de persoanele cu boala Parkinson, ar putea stimula memoria și inversa declinul cognitiv.[295]
- 6 decembrie – Oamenii de știință identifică mecanismul care permite Toxoplasma gondii – un parazit unicelular – să treacă din intestinul uman în creier, unde poate provoca gânduri suicidare și asumarea de riscuri.[296][297]
- 7 decembrie
  - Roverul Opportunity de pe Marte al NASA descoperă depozite cu argilă pe suprafața planetei Marte, indicând prezența în trecut a apei lichide.[298]
  - Un nou studiu arată că, cu o "sensibilitate aproape perfectă", doar imaginile anatomice ale creierului pot diagnostica cu exactitate ADHD, schizofrenia, sindromul Tourette, tulburarea bipolară sau riscurile familiale de depresie majoră.[299]
- 10 decembrie
  - Oamenii de știință reușesc să facă celulele pielii persoanelor în vârstă să se comporte din nou ca niște celule tinere, prin simpla adăugare de mai mult material de umplutură în zona plină de fibre din jurul celulelor.[300][301]
  - Cercetătorii creează un metamaterial care își schimbă forma și care ar putea revoluționa tratamentul rănilor. Materialul lichid ar putea fi infuzat cu medicamente, apoi modelat pentru a se potrivi perfect în interiorul unei răni.[302][303]
- 12 decembrie – Astronomii raportează că cea mai îndepărtată galaxie cunoscută, UDFj-39546284, este acum estimată a fi chiar mai îndepărtată decât se credea anterior. Galaxia, care se estimează că s-a format la aproximativ "380 de milioane de ani" după Big Bang (în urmă cu aproximativ 13,75 miliarde de ani), se află la aproximativ 13,37 miliarde de ani lumină de Pământ.[304][305][306]
- 13 decembrie
  - Oamenii de știință identifică o nouă specie de primate, Nycticebus kayan, care se dovedește a avea o mușcătură toxică.[307][308]
  - Sonda chineză Chang'e 2 fără echipaj efectuează cu succes un survol apropiat al asteroidului 4179 Toutatis, în prima încercare de acest fel a unei nave spațiale chineze.[309]
- 17 decembrie – Sateliții lunari gemeni GRAIL ai NASA ies de pe orbită și se prăbușesc în mod intenționat pe suprafața Lunii, marcând sfârșitul misiunii lor de cercetare a gravitației care a durat un an.[310]
- 19 decembrie – Oamenii de știință chinezi descoperă dovezi fosile care arată că genul de elefant dispărut Palaeoloxodon a supraviețuit în China până în anul 1.000 î.Hr. Se credea anterior că genul a dispărut în jurul anului 8.000 î.Hr.[311][312]